# Banya del sègol
La banya de sègol (Claviceps purpurea) és un fong ascomicot de la família de les clavicipitàcies (Clavicipitaceae) que parasita de manera predominant el sègol i també altres poàcies o gramínies com ara el blat de moro, el triticale, l'ordi, el mill, la civada o l'arròs. El consum accidental dels seus esclerocis provoca la malaltia de l'ergotisme, causada per les micotoxines que reprodueix, anomenades alcaloides de l'ergot. Aquestes toxines poden afectar els humans, el bestiar, altres mamífers i algunes aus de corral.

## Morfologia

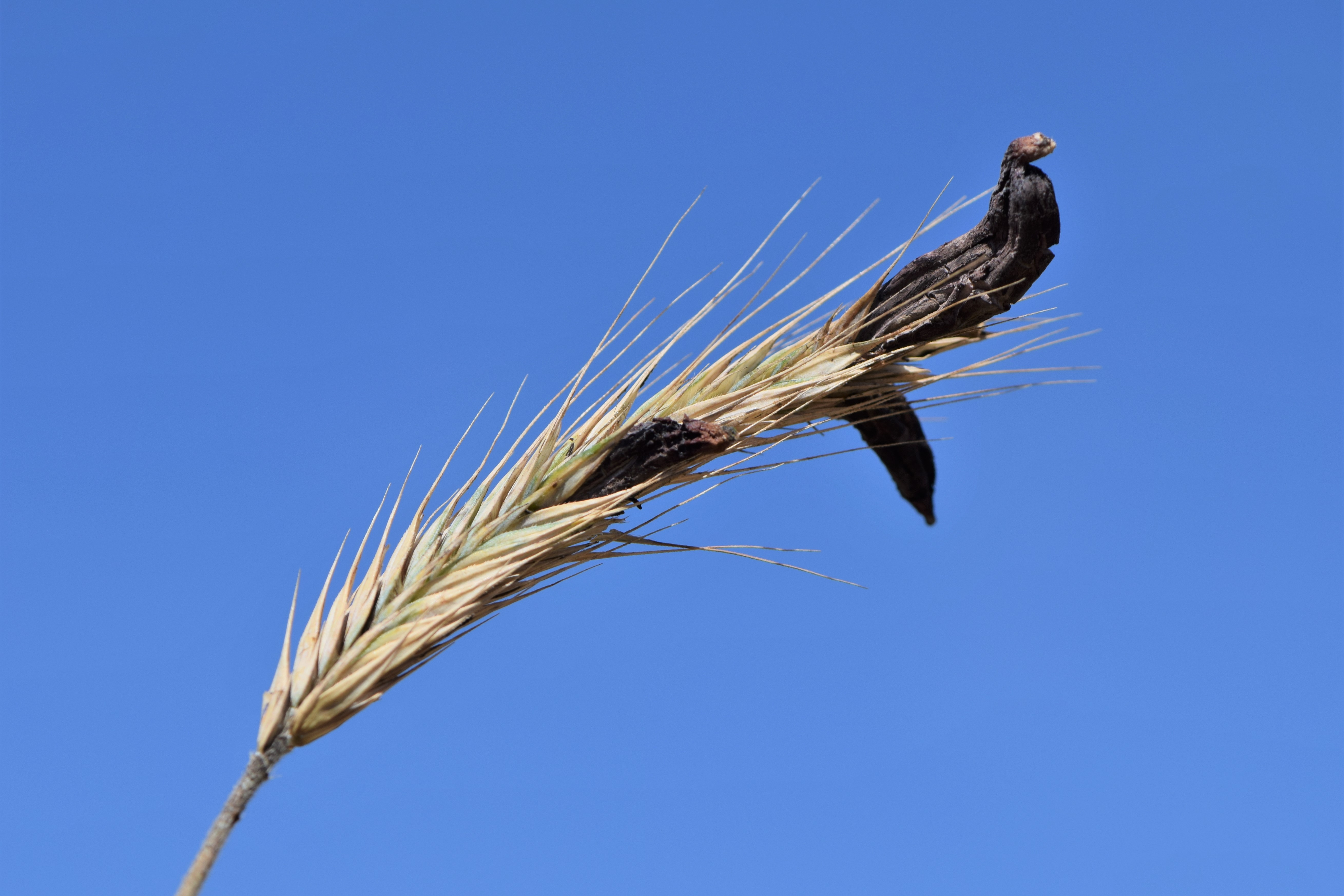
Esclerocis de C. purpurea sobre una espiga.

L'escleroci és la part més visible del fong i la què. L'escleroci és una estructura de resistència formada per moltes hifes compactades; és cilíndric i de color gris o negre amb tons violacis, però cap a la seva punta pot estretir-se i ser de color una mica més clar. L'escleroci fa normalment uns 6-20 mm de longitud, pot tenir arrugues longitudinals, i sovint és corbat, fet que li dona forma de banya. L'interior de l'escleroci és de color blanc o gris clar.

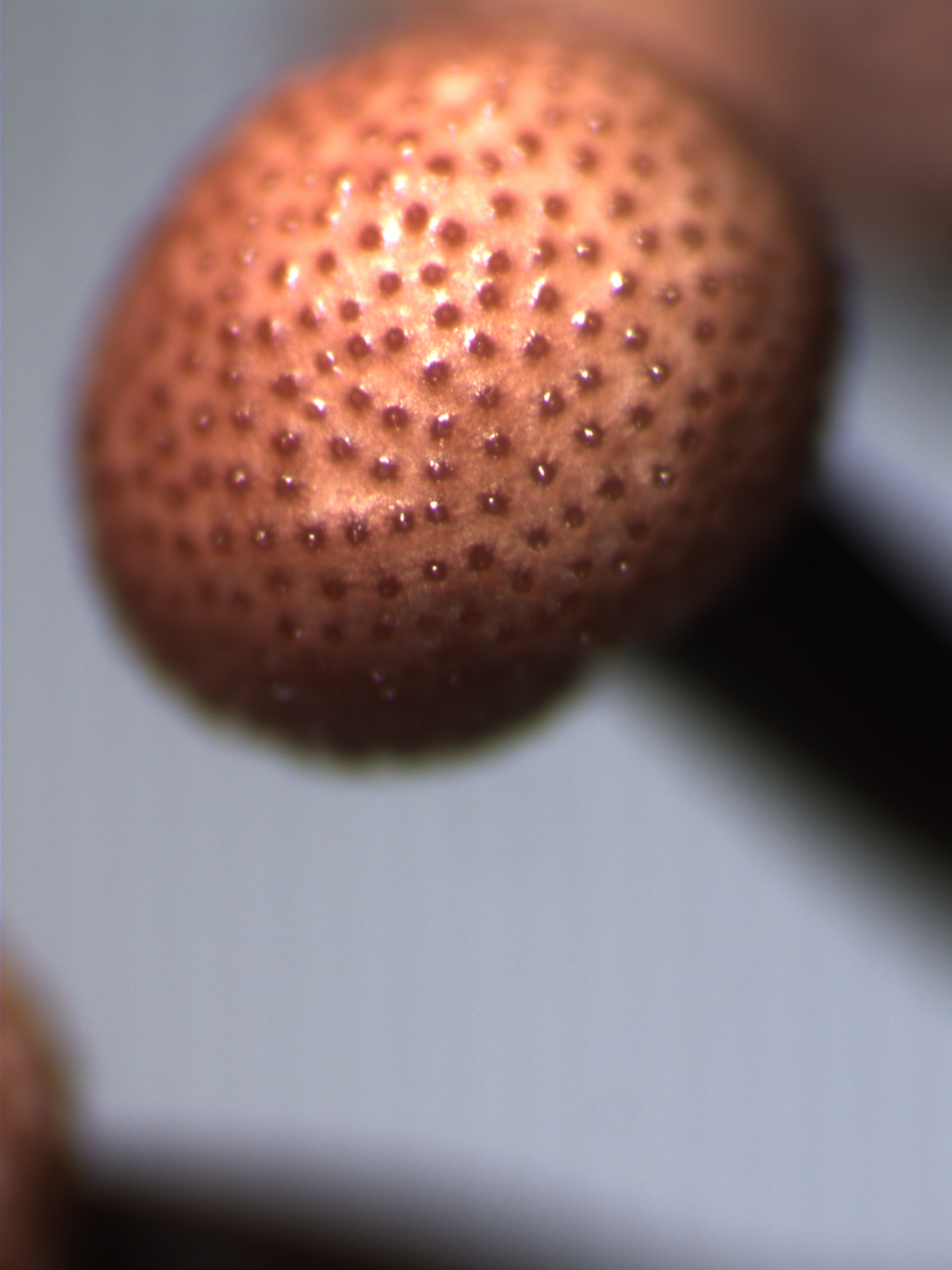
Cap d'un estroma de C. purpurea vist de prop, es poden veure els ostíols dels peritecis.

Dels esclerocis a la primavera surten estromes, formats per un peu prim, cilíndric i de color porpra clar, que sosté un cap arrodonit, de 1,5-3 mm de diàmetre, i de color ocre o porpra. El cap dels estromes té immersos a dins uns 150 a 250 peritecis (cossos fructífers), de forma ovoide amb el coll una mica allargat i que tenen una apertura per alliberar les espores, l'ostíol. Els ostíols es veuen als estromes com petites papil·les negres que recobreixen la superfície del cap. Dins dels peritecis es troben els ascs, de parets fines, forma cilíndrica estreta i 130-150 x 3-4 µm de dimensions. Cada asc conté 8 ascòspores filiformes (1 x 100 µm), hialines i amb molts septes disposades l'una al costat de l'altra.
L'anamorf (fase asexual) o esfacèlia no és visible generalment perquè es troba dins les flors de la planta hoste, però consisteix en una massa, l'estroma esfacelial, que té la superfície coberta d'una palissada de conidiòfors que generen conidis. L'estroma esfacelial també genera conidis en diverses cambres al seu interior. Els conidis tenen forma ovoide o de cilindre curt (4-6 x 2-3 µm), tenen les parets fines, poden tenir una constricció a la regió central i són hialins.

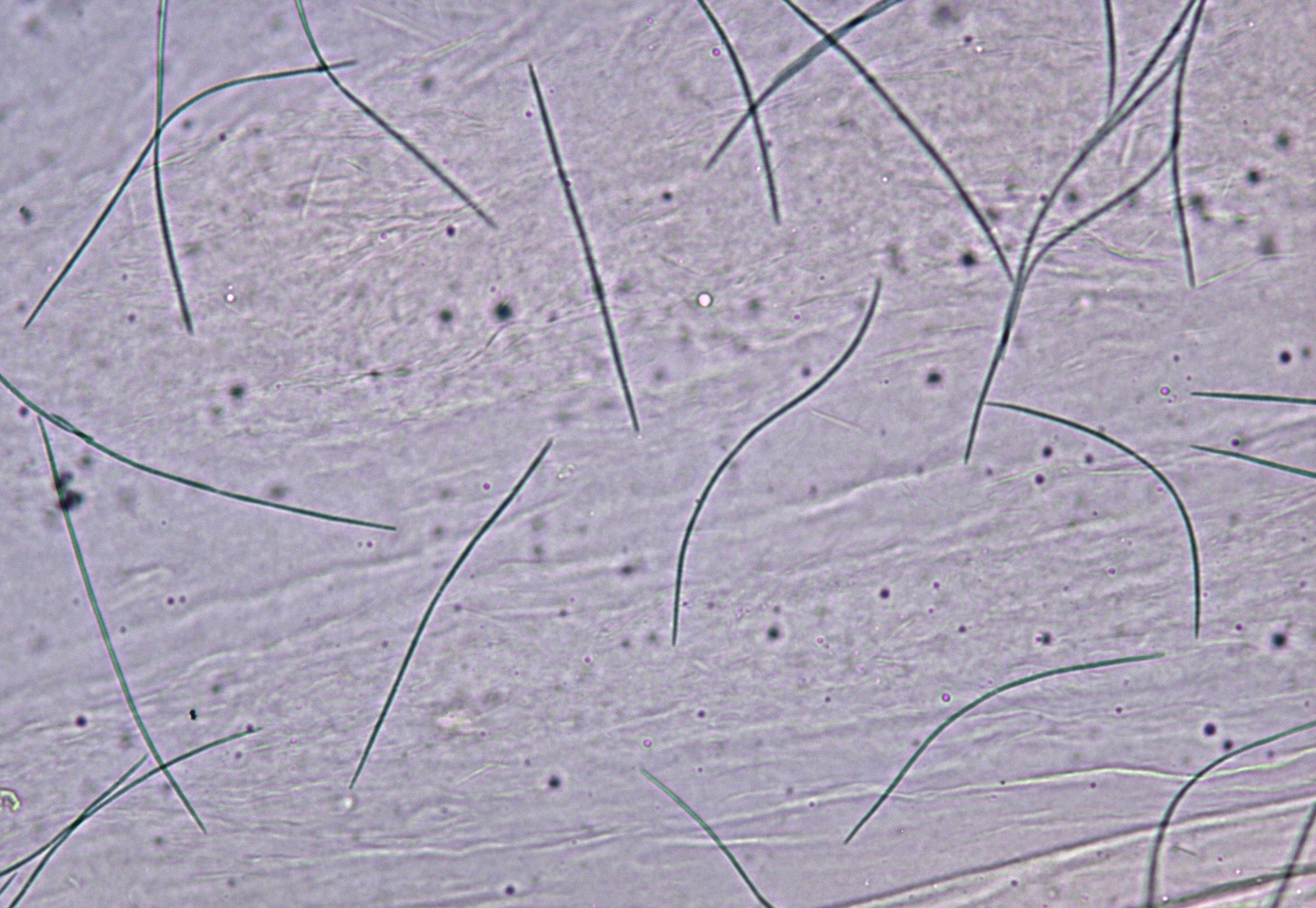
Ascòspores de la banya de sègol a 40 augments al microscopi.

## Cicle vital
El cicle vital comença quan una ascòspora del fong arriba al seu hoste, les flors del sègol o una altra poàcia per mitjà del vent. Les espores s'adhereixen a diferents parts del pistil de les flors i allà germinen, generant hifes que envairan la planta. A diferència de molts altres fongs paràsits, Claviceps purpurea no forma estructures especialitzades (apressoris) per introduir-se als teixits de la planta. C. purpurea només és capaç d'infectar els seus hostes a través del pistil. Un cop les primeres hifes que surten de l'espora penetrin cap a l'interior de la planta, es començarà a desenvolupar un miceli que envairà per dins tot el carpel (part reproductora femenina) de la flor. El miceli no es desenvolupa més enllà de la punta de la raquil·la, l'eix que sosté les parts de la flor en les poàcies i, per tant, penetra i ataca exclusivament la flor de la planta. Dins l'ovari, el miceli creix entre les cèl·lules de la planta, al seu apoplast, alimentant-se mitjançant l'ús d'enzims que degraden polisacàrids de la planta, però certes parts del miceli sí que penetren cap a l'interior de les cèl·lules de la planta per alimentar-se, particularment a la calaza, el punt on els òvuls reben nutrients de la planta mitjançant el teixit vascular.

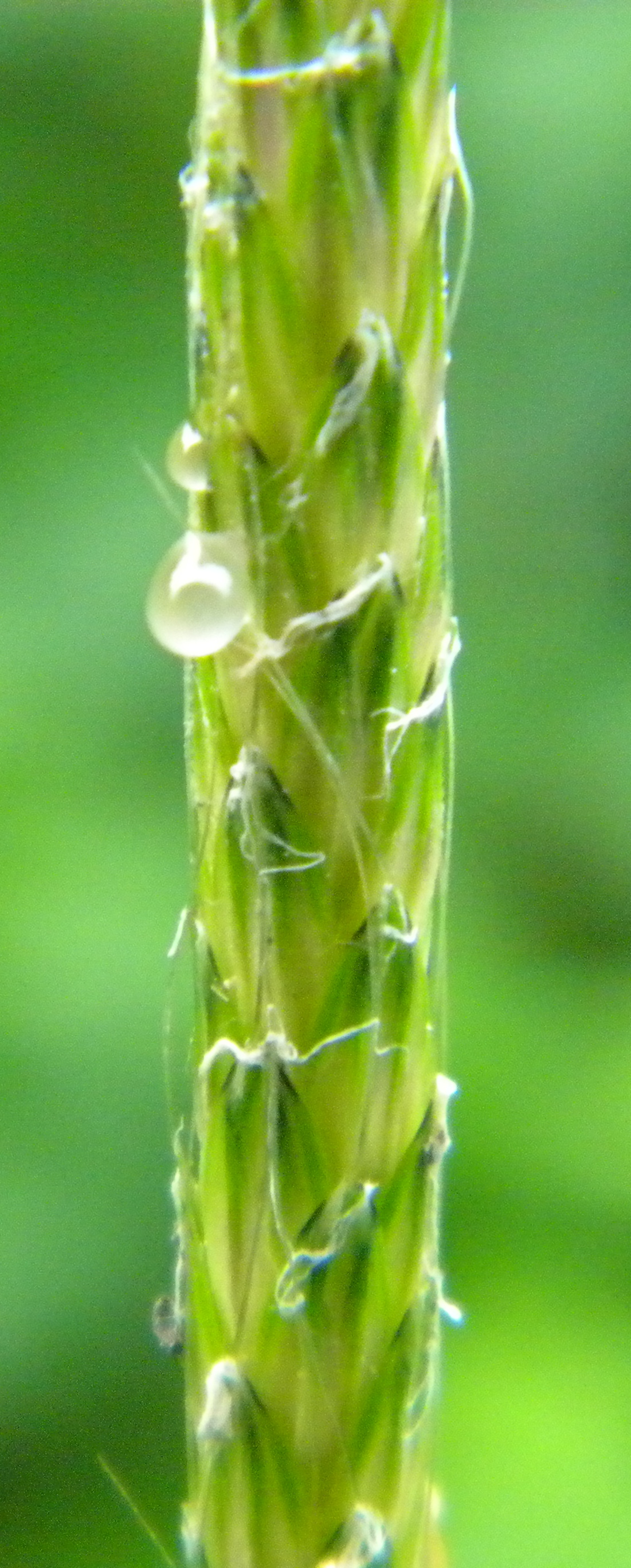
Secreció sucrosa plena de conidis generada per C. purpurea sobre l'herba Alopecurus mysuroides.

El miceli acabarà destruint els teixits de l'ovari i substituint-los per una massa compacta d'hifes, l'estroma esfacelial. Durant aquesta fase el fong pot ser denominat esfacèlia. L'esfacèlia començarà a generar nombrosos conidiòfors que produeixen conidis, espores asexuals (generades per mitosi i no meiosi). Juntament amb els conidis, l'esfacèlia secreta un líquid sucrós, viscós i enganxifós semblant a la mel de melada. Els conidis poden ser dispersats per la pluja o per insectes, i iniciar una nova infecció de manera semblant a com ho fa una ascòspora si arriben a una altra flor.
Després d'uns dies generant conidis, el fong deixarà de produir-ne i passarà a créixer en forma d'escleroci. Els esclerocis sobresurten de la flor el carpel de la qual han substituït i són les masses d'hifes en forma de banya que donen nom al fong. Es triga unes cinc setmanes perquè l'escleroci assoleixi la seva mida màxima. Com que el fong ja no està amagat dins la flor, l'escleroci produeix pigments de color fosc que donen color a la «banya» per protegir-se de la radiació solar. L'escleroci també acumula al seu interior diversos composts alcaloides que són els que causen l'ergotisme en ingerir accidentalment parts de l'escleroci. En arribar la tardor, en lloc de la cariopsi (el gra del sègol), cau al terra l'escleroci que l'ha substituït. L'escleroci és una forma de resistència que permet que el fong sobrevisqui a l'hivern, ja que, atès que parasita plantes anuals, no pot quedar-se a la planta.

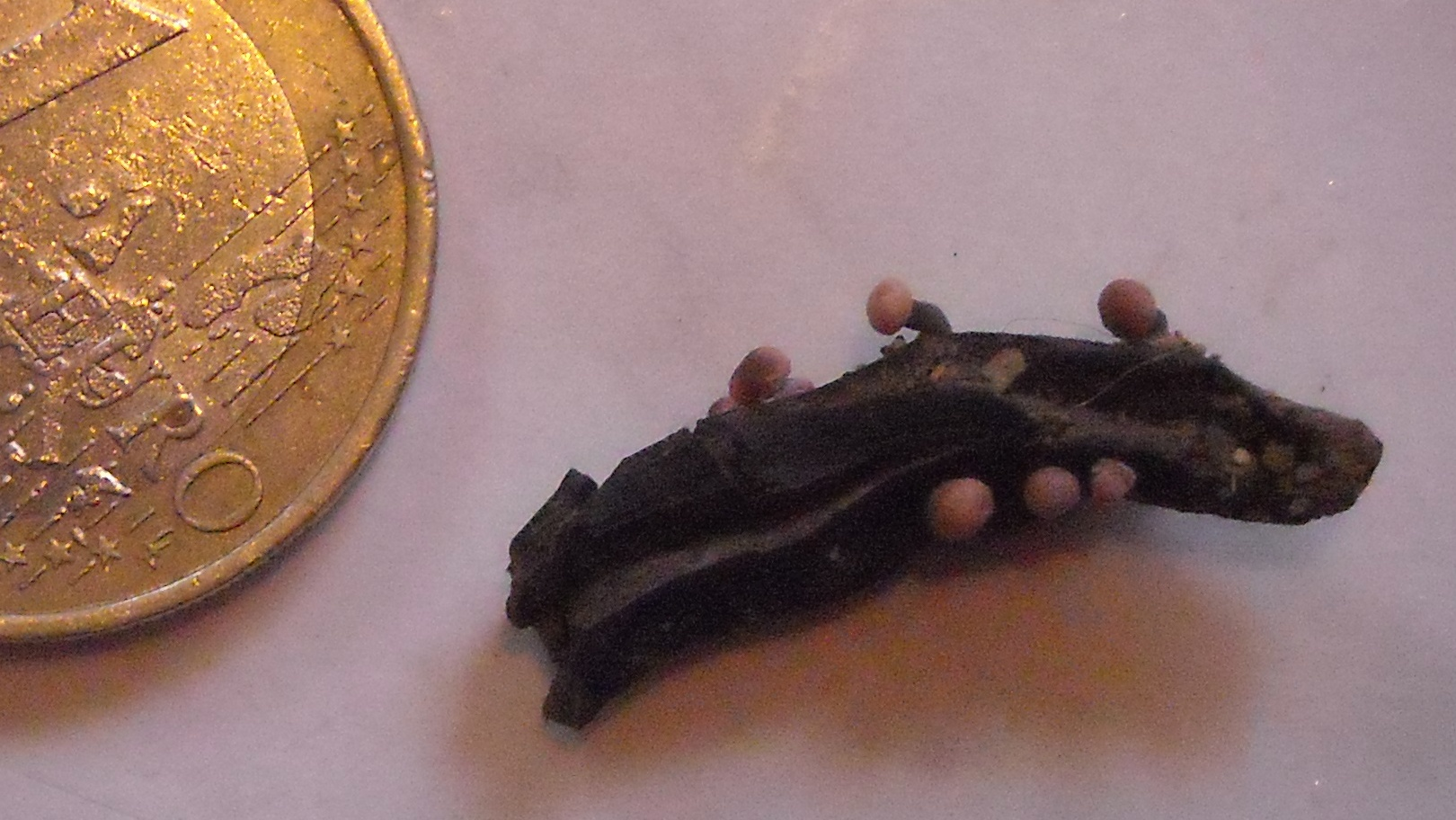
Esclerocis de C. purpurea amb diversos estromes sortint-ne. Comparació de mida amb una moneda d'euro.

A la primavera, de l'escleroci sortiran nombrosos estromes (diferents a l'estroma esfacelial) amb un peduncle i un cap arrodonit, semblants a un bolet. Tot i l'aparença de bolet, a diferència d'un bolet típic que està fet totalment d'hifes dicariòtiques, la majoria d'un estroma és una estructura vegetativa feta d'hifes amb un sol nucli per cèl·lula. És a dins l'estroma on es formaran les estructures reproductores, més petites, a les que l'estroma fa de suport. A la perifèria del cap de l'estroma, es generaran ascogonis i anteridis, els gametangis de Claviceps purpurea. Els ascogonis i anteridis d'un mateix fong contactaran a través d'una connexió anomenada tricògina, fet que formarà hifes ascògenes amb dos nuclis per cèl·lula. Com que aquest procés es dona només amb un individu de fong i no calen dos individus diferents, es pot considerar que C. purpurea és una espècie homotàl·lica. Les hifes ascògenes generaran diversos peritecis, els cossos fructífers del fong, dins del cap de l'estroma. Dins dels peritecis, es formaran ascs, dins dels quals es durà a terme una meiosi que generarà 8 ascòspores filiformes. Les ascòspores seran expulsades del periteci i es podran dispersar amb el vent, reiniciant així el cicle vital.

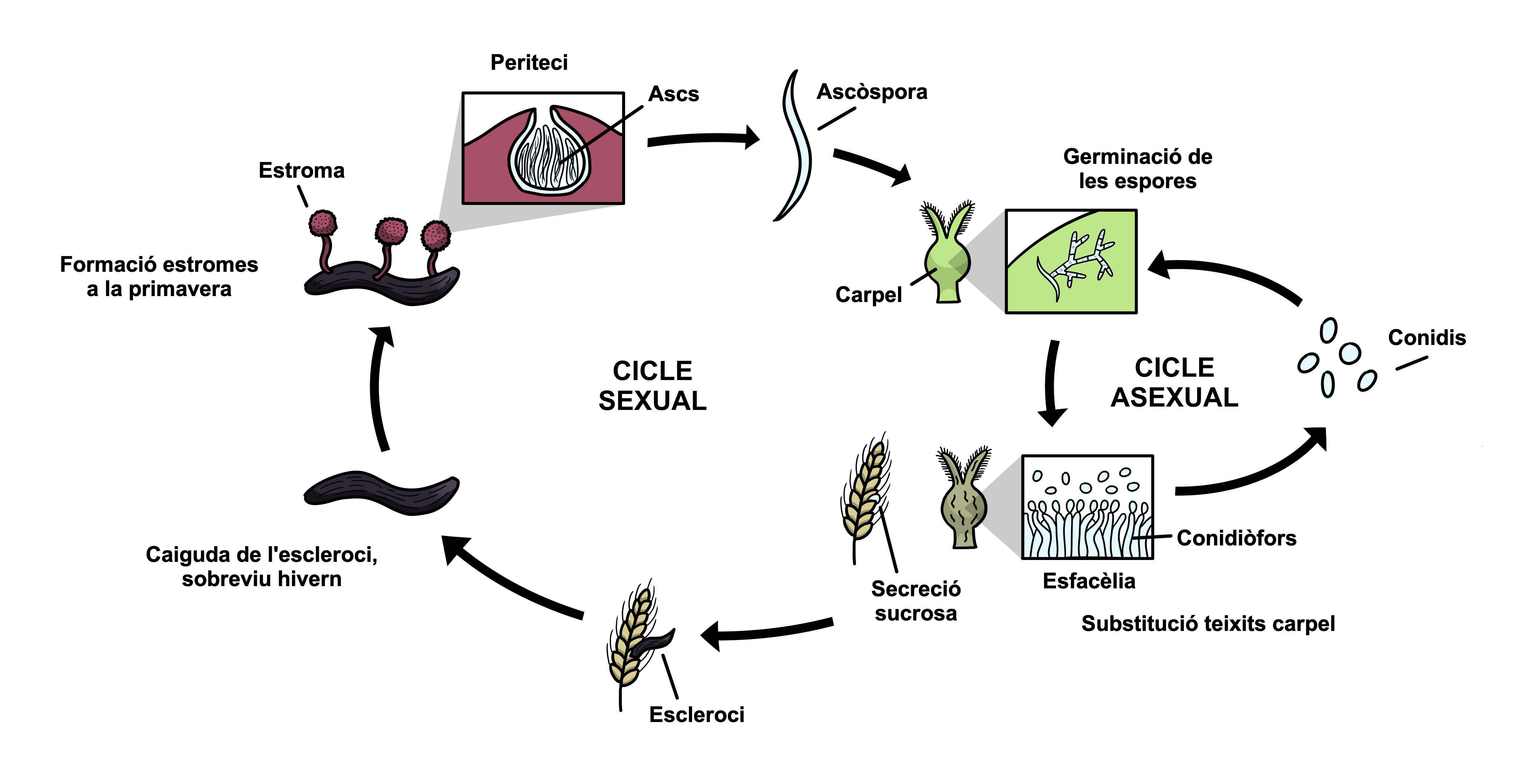
Cicle vital de Claviceps purpurea

## Taxonomia
Claviceps purpurea és un fong que pertany al fílum del ascomicots, ja que comparteix la característica comuna a tot el fílum de tenir ascs i ascòspores. Més concretament, es troba dins la classe dels sordariomicets, l'ordre de les hipocreals i la família de les clavicipitàcies. La posició exacta d'aquesta espècie dins la taxonomia fúngica ha anat variant, ja que la família de les clavicipitàcies va ser transferida de l'ordre de les hipocreals a les xilarials, després a un ordre propi, el de les clavicipitals, abans que l'anàlisi de l'ADN confirmés que la classificació inicial a les hipocreals era correcta.
El parasitisme i producció d'alcaloides amb efectes neurològics no és un tret exclusiu de Claviceps purpurea dins l'ordre de les hipocreals. Moltes altres espècies del gènere Claviceps generen esclerocis en gramínies i poden produir també ergotisme, i diverses altres espècies dins la família de les clavicipitàcies són paràsits de plantes, animals i fongs, com Metarhizium o Epichloe. Altres fongs que abans es classificaven dins les clavicipitàcies, però ara han sigut transferits a les seves pròpies famílies també són coneguts pels seus efectes neurològics, com Ophiocordyceps, famós per la seva capacitat d'alterar el comportament de les formigues, o Cordyceps. La família de les clavicipitàcies està caracteritzada per salts inter-regne d'hoste, i sembla que el parasitisme de plantes que presenta la banya del sègol és un desenvolupament evolutiu recent (sinapomorfia) del gènere Claviceps i algun dels gèneres més propers, ja que la resta de membres de la família són paràsits d'animals.
Un tret que sí que és únic de Claviceps purpurea és el seu ampli rang d'hostes, ja que altres espècies de Claviceps tenen un rang d'hostes molt específic. Això ha fet pensar, i sembla haver estat confirmat per anàlisi genètica i morfològica, que C. purpurea no és una única espècie sinó un complex d'espècies críptiques (difícils de diferenciar) que conté unes tres o quatre espècies distintes. Això voldria dir que la banya del sègol consistiria realment en diverses espècies: Claviceps purpurea sensu stricto (amb una definició més restringida), i les noves espècies proposades Claviceps humidiphila i Claviceps arundinis entre possiblement altres.
Com que de vegades al passat s'havia considerat que les fases asexual i sexual d'un fong eren espècies diferents, s'hi assignaven noms diferents a les dues fases i no es sap quina fase asexual (anamorf) correspon a quina sexual (teleomorf). En el cas de la banya del sègol, s'ha identificat que alguns fongs que s'havien descrit amb els noms Sphacelia i de vegades Spermoedia corresponen realment a les fases asexuals de la banya del sègol, Claviceps purpurea. Concretament sembla que Sphacelia segetum correspon a la fase asexual de C. purpurea sensu stricto, però potser altres membres del gènere Sphacelia també s'hi corresponen.

## Distribució i ecologia
És freqüent trobar Claviceps purpurea a zones humides i plujoses d'Europa, Amèrica del Nord, Central i del Sud, Àsia, Austràlia, Nova Zelanda i Sud-àfrica. A la península Ibèrica, es pot trobar sobretot a la zona nord, com Galícia i Portugal, ja que, el fong necessita d'una humitat elevada perquè es pugui formar l'estroma i es produeixin les ascòspores. També requereix un període fred per a la germinació dels esclerocis.
Les diferències morfològiques i de concentracions d'alcaloides que hi puguin haver entre esclerocis es deuen, aparentment, a la regió geogràfica, les condicions ambientals durant el desenvolupament dels esclerocis, i l'hoste parasitat.
Claviceps purpurea parasita aproximadament  81 gèneres de la família de les poàcies (gramínies), i unes 400 espècies. També s'ha trobat com a paràsit d'altres plantes pertanyents a la família de les juncàcies (Juncus conglomeratus i Juncus effusus) i les ciperàcies (Carex tribuloides, Cyperus esculentus, Cyperus rotundus i Eleocharis palustris).
A la següent taula hi són representats els gèneres de la familia Poaceae (gramínies) que són parasitats per Claviceps purpurea:
| Aegilops      | Agropyrum  | Agrostis       | Alopecurus  | Andropogon    | Anthephora | Apluda      | Arundo        |
| Arrhenatherum | Asperella  | Avena          | Bouteloua   | Brachiaria    | Bromus     | Briza       | Calamagrostis |
| Cenchrus      | Cortadeira | Cynodon        | Cynosurus   | Chrysopogon   | Dactylis   | Danthonia   | Deschampsia   |
| Dichelachne   | Digitaria  | Echinopogon    | Elymus      | Eragrostis    | Festuca    | Gaudinia    | Glyceria      |
| Hakonechloa   | Haynaldia  | Helictotrichon | Heteropogon | Hierochloe    | Holcus     | Hordeum     | Hyparrhenia   |
| Imperata      | Ischaemum  | Koeleria       | Lagurus     | Lolium        | Melica     | Melinis     | Microlaena    |
| Milium        | Miscanthus | Orthoclada     | Oryza       | Oryzopsis     | Panicum    | Paspalidium | Paspalum      |
| Pennisetum    | Poa        | Phallaris      | Phleum      | Phyllostachys | Phragmites | Polypogon   | Rhynchelytrum |
| Sasa          | Secale     | Setaria        | Seslaria    | Sitanion      | Sorghum    | Spartina    | Sphenopholis  |
| Spodiopogon   | Stipa      | Themeda        | Tripsacum   | Trisetum      | Triticum   | Urochloa    | Zea           |
| Zizania       |            |                |             |               |            |             |               |

## Ergotisme
L'ergotisme, conegut com a «foc de sant Antoni» o «foc sant», és una intoxicació alimentària causada per la banya del sègol. Actualment, l'ergotisme no és comú, però en algunes èpoques de la història, com a l'edat mitjana, se’n van registrar grans epidèmies. Durant aquest període, hi ha molts informes que indiquen que milers de persones van morir, quedar lesionades o mutilades a causa de la ingesta de sègol infectat per C. purpurea, ja que el sègol era un dels principals aliments de la població en aquell temps.

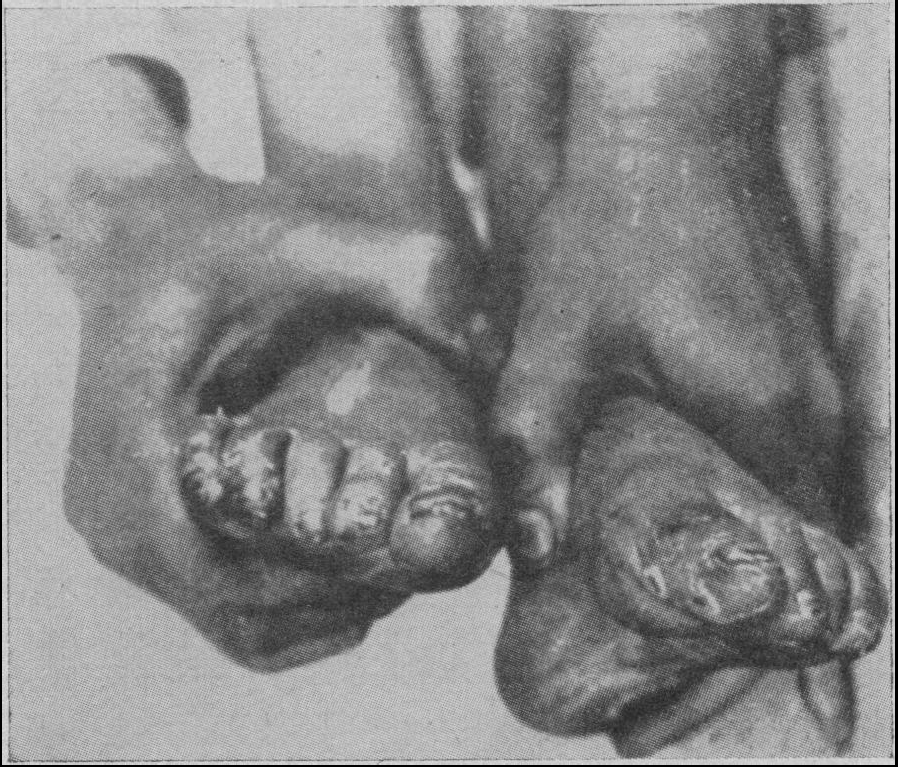
Gangrena als peus causada per l'ergotisme.

L'ergotisme provoca una constricció dels vasos sanguinis, provocant una isquèmia arterial perifèrica que pot conduir a la necrosi de les extremitats del cos, especialment les mans i els peus. Aquesta malaltia és coneguda com a «foc» a causa de la gangrena, les infeccions cutànies doloroses i els trastorns neurològics observats en les persones intoxicades per Claviceps purpurea.
La primera identificació de la banya de sègol com a causa de l'ergotisme va fer-la Wendelin Thelius, metge alemany que va descriure una epidèmia a la regió de Hessen l'any 1596.
Les manifestacions clíniques de l'ergotisme poden variar segons la forma específica de la intoxicació. Les dues formes principal són l'ergotisme convulsiu i l'ergotisme gangrenós.

### Ergotisme convulsiu (ergotismus convulsivus)
- Al·lucinacions: Les persones afectades poden experimentar percepcions incorrectes de la realitat.

- Paranoia: Desenvolupament de pensaments irracionals i deliris.

- Espasmes perifèrics: Contraccions musculars involuntàries en les extremitats.

Il·lustració dels símptomes de l'ergotisme convulsiu.

### Ergotisme gangrenós o «foc de Sant Antoni»" (ergotismus gangraenousus)
- Pèrdua de sensació perifèrica: Disminució de la sensibilitat en les extremitats afectades (sobretot en mans i peus).

- Edema: Inflamació de les extremitats.

- Necrosi: Mort del teixit afectat, la qual cosa pot portar a la formació de butllofes i canvis en el color de la pell, des de blava o vermell fins a negre.

- Podridura: Referència a la gangrena i a la descomposició del teixit afectat.

- Possibles amputacions: En casos greus, pot ser necessari amputar les parts afectades del cos.[21][22]

### Manifestacions clíniques
El principal efecte dels alcaloides presents en la banya de sègol és la vasoconstricció sanguínia. En la primera fase de la intoxicació, la persona experimenta símptomes com fatiga i confusió, algunes vegades nàusees i un ardent dolor a les extremitats (aquesta última sensació és la que es compara a ser cremat amb foc). Després d'algunes setmanes amb aquests símptomes, les extremitats afectades (és a dir, les mans i els peus) es comencen a inflamar, amb un dolor intens (d'origen neuropàtic) i una sensació que alterna el fred amb la calor a les mateixes extremitats.
La següent fase és la pèrdua de la sensibilitat dels membres afectats; el dolor minva, però al mateix temps es formen ampolles de color blau o vermell que aniran evolucionant fins a tornar-se negres com a signe principal de necrosi, la qual es denomina «podridura». Una vegada s'ha arribat a aquest estat, els dits de les corresponents extremitats poden arribar a caure sense tenir dolor ni pèrdua de sang (aquest fet es deu al fet que la vasoconstricció és tan gran que els membres es troben en un estat de momificació). Finalment, l'ergotisme gangrenós pot provocar la mort de la persona afectada.

### Tractament
En el tractament de l'ergotisme cal atendre els símptomes aguts i prevenir alhora possibles complicacions a llarg termini. És essencial buscar atenció mèdica immediatament si se sospita d'una intoxicació per ergot, ja que la promptitud en el tractament pot marcar la diferència en el pronòstic. Algunes mesures generals que podrien formar part de l'enfocament terapèutic són:
1. Identificació i eliminació de la font de la toxina: És crucial identificar i eliminar la font de la intoxicació, deixant de consumir aliments contaminats amb el fong Claviceps purpurea, causant de l'ergotisme.[23]

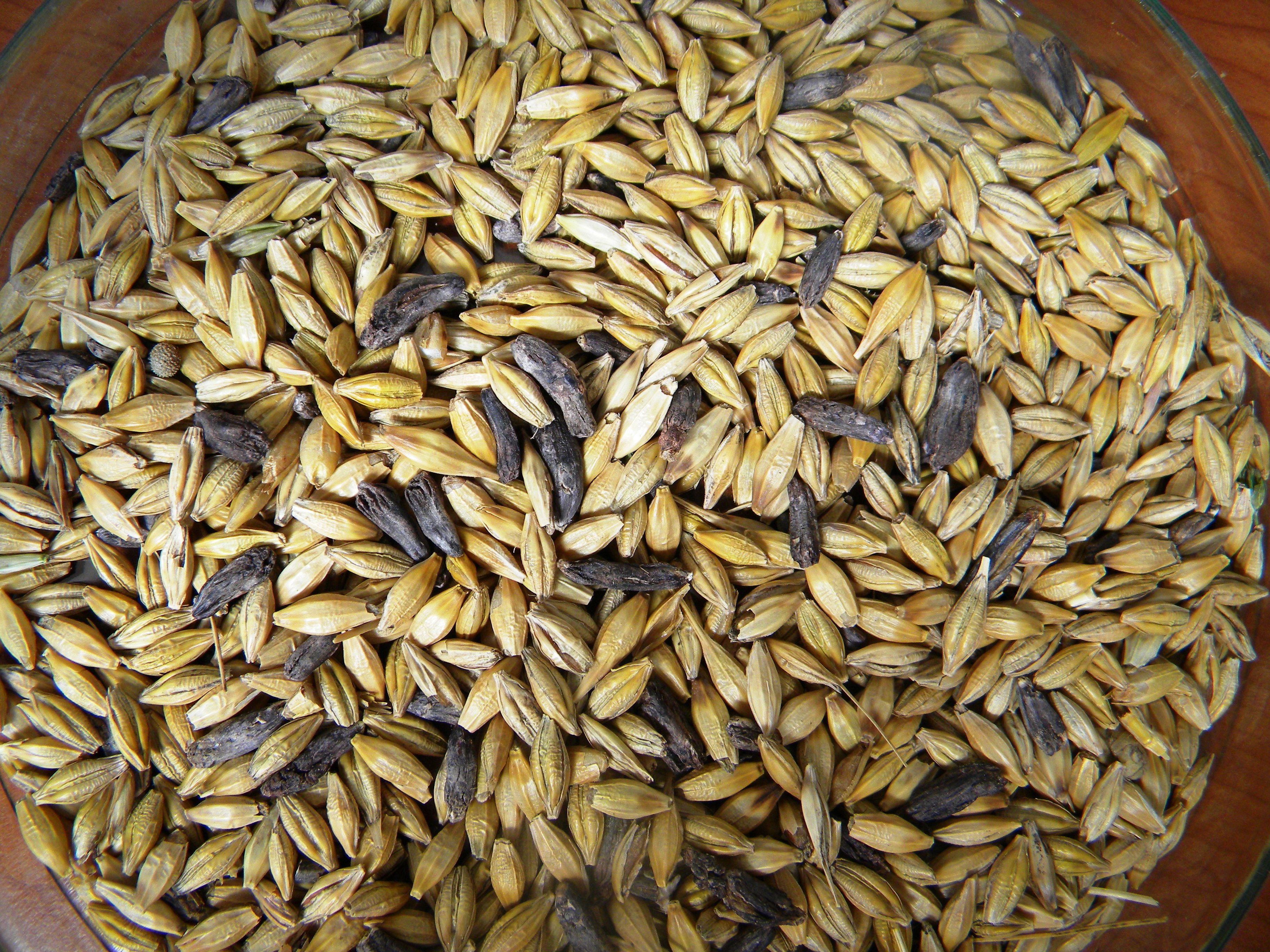
Esclerocis de C. purpurea barrejats amb grans d'ordi.

2. Assistència mèdica: En casos d'intoxicació aguda, pot ser necessari hospitalitzar al pacient per a proporcionar-li vigilància intensiva i monitoratge constant.
3. Ús de vasodilatadors: Atès que l'ergotisme comporta una marcada constricció dels vasos sanguinis, l'administració de medicaments vasodilatadors pot contribuir a millorar el flux sanguini.[23]
4. Prescripció d'analgèsics: Es poden receptar analgèsics per a alleujar el dolor associat amb la vasoconstricció i la isquèmia.
5. Antibiòtics: En situacions d'ergotisme gangrenós, on existeix risc d'infecció a causa de la necrosi del teixit, es poden administrar antibiòtics amb la finalitat de prevenir o tractar possibles infeccions secundàries.
6. Atenció de les lesions: En casos de complicacions com a úlceres o gangrena, pot ser necessari proporcionar atenció especialitzada per a la cura de les lesions. En algunes instàncies, podria requerir-se la realització de procediments quirúrgics, com l'amputació.[23]

El tractament específic dependrà de la gravetat de la intoxicació i les complicacions individuals. La gestió de l'ergotisme ha de ser duta a terme per professionals de la salut amb experiència en toxicologia i malalties relacionades amb fongs. La prevenció exerceix un paper crucial, evitant el consum d'aliments contaminats amb el fong productor de la toxina.

## Seguretat alimentària
Tot i que Claviceps purpurea parasita les seves plantes hoste i destrueix la flor que infecta, com el fong no s'estén sistèmicament per la planta, l'afectació per l'hoste és mínima, consistent només una petita reducció en la producció de llavors de tota la planta, que té moltes flors. De fet, es va trobar que la introducció a Itàlia d'una espècie molt similar, C. paspali, va causar que el seu hoste, l'herba Paspalum distichum, s'estengués molt més en territori, ja que la presència d'esclerocis a la planta evitava que els herbívors se la mengessin. Així doncs, l'efecte de C. purpurea és principalment sobre el consumidor de la planta infectada, i no cap a la planta infectada en si, i per aquest motiu és necessari el seu control.

### Control de la banya del sègol
El control de la banya del sègol en cereals és complicat a causa de la toxicitat, la quantitat de substàncies químiques que conté l'escleroci i el procés de molta. En moldre el gra, que pot contenir esclerocis, té lloc una redistribució de les seves partícules , de manera que, fins i tot si un únic escleroci es distribueix entre l'aliment, causar una exposició comparativament elevada per als consumidors del producte.

Estructura química del bitertanol, un fungicida usat per controlar C. purpurea.

La presència de l’escleroci de la banya del sègol pot ser fàcilment detectada per un simple anàlisi visual del cereal, tant en el camp com en el cereal recol·lectat. En el moment en el qual aquest cereal infectat entra a la cadena d’aprovisionament, transport, comercialització i producció, l'escleroci comença a esmicolar-se i, pel seu elevat contingut en greix, va deixant una capa de residu en tot allò que toca. Per aquest motiu, la retirada primerenca del fong per l'agricultor és una fase crucial per al seu control efectiu.
La disponibilitat i ús de diferents tipus de màquines de neteja i selecció del cereal permeten, quan es troba aquest fong, una important reducció efectiva del mateix. Aquesta neteja i selecció del cereal es fa mitjançant cribres o separadores amb noves tecnologies més sofisticades que seleccionen i separen el cereal per mètodes òptics.

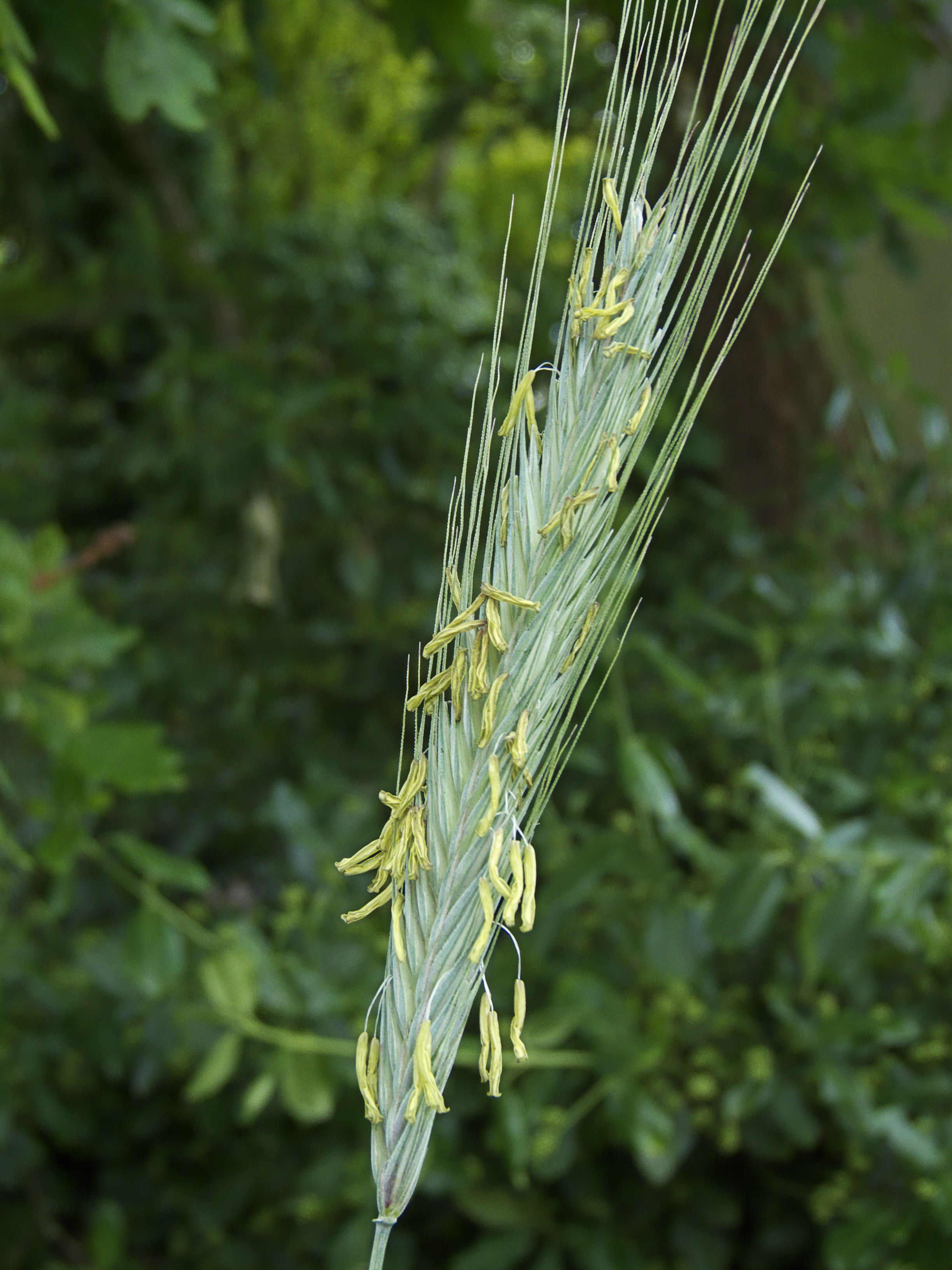
Sègol en floració. Reduir aquesta fase pot reduir la infecció per C. purpurea ja que el sègol només és susceptible a la flor.

S'ha pogut observar que els grans contaminats són més lleugers que els que estan sans i és possible separar-los per mitjans físics com ara la flotació, la suspensió en solució salina o la classificació amb aire.
La millor manera per evitar la infecció és plantar llavors que no siguin tan susceptibles a la infecció del fong. Aquestes llavors creen cereals que tenen una floració curta, ja que, en el moment de la floració és quan es produeix la infecció, i les plantes on les ascòspores tenen més dificultats per arribar a les flors són més resistents. Aquesta tècnica es podria combinar amb altres com la utilització de fungicides. S'ha demostrat que l'aplicació de fungicides com el bitertanol o el triadimenol pot reduir la gravetat de la infecció per la banya de sègol, idealment aplicant-se al principi de la floració del cereal.
Es pot fer un control del creixement de les gramínies d'altres espècies al voltant dels camps perquè són una font possible d'infecció per la banya de sègol. També es pot fer un control d'insectes, ja que són atrets per les secrecions de la banya del sègol i es pensa que podrien ser un vector per als conidis contribuint la propagació de la malaltia, tot i que encara que no s'ha demostrat que el control d'insectes sigui efectiu per disminuir la propagació de la banya del sègol.

### Tècniques analítiques
Les dues principals tècniques per determinar la presència de Claviceps purpurea en aliments són els mètodes ràpids (immunoassaigs) i els mètodes cromatogràfics.
Els mètodes ràpids o d'immunoassaigs són tècniques ràpides d’immunodetecció (detecció de components característics de C. purpurea que són reconeguts per anticossos) amb necessitat de poc instrumental. Són tests basats en immunoassaigs fàcils de fer i econòmicament assumibles que proporcionen resultats quantitatius (mètode ELISA) o semiquantitatius (mètodes d'immunoassaigs de flux lateral) en poc temps. Tot i això, s'ha comprovat que les restes de l’aliment poden interferir en els immunoassaigs, fet que pot conduir a una estimació incorrecta de la concentració de les micotoxines en algunes situacions.
Els mètodes cromatogràfics consisteixen en mètodes fisicoquímics com la cromatografia de líquids d’alta resolució (HPLC) i la cromatografia de líquids acoblada a l'espectrometria de masses (HPLC-MS). Aquests mètodes poden mostrar perfils de contaminació complerts i fiables, però són costosos. La cromatografia de líquids d’alta resolució amb detecció per fluorescència (HPLC-FD) és una tècnica sensible, reproduïble, exacta i específica i la més utilitzada quan les micotoxines presenten una fluorescència natural (tant per un primer anàlisi de la mostra com per a confirmar resultats positius de la immunodetecció). En el cas que les micotoxines no presentin fluorescència natural, es pot determinar la seva presència utilitzant igualment HPLC-FD amb una metodologia alternativa.
El més habitual en aliments és que hi hagi una contaminació múltiple per diferents micotoxines, de tipus molt diferents, a baixes concentracions. La millor opció per aquest tipus d’anàlisi és mitjançant l’ús de HPLC acoblat a una detecció MS en tàndem (MS/MS), fent possible la identificació i quantificació simultània de múltiples micotoxines en mescles complexes, essent el mètode capaç de detectar-ne concentracions molt baixes.

### Normatives i marc legal
La Comissió Europea (CE) va publicar al Març del 2012 una recomanació oficial a tots els estats membres per a que realitzessin una sèrie de controls sobre la presència d’alcaloides de l'ergot en els pinsos dels animals i en els aliments.
Aquesta normativa està harmonitzada i és d’aplicació igualitària en tots els estats membre de la Unió Europea (UE), tot i així, els estats membres poden elaborar altres normes a nivell nacional per regular específicament continguts màxims per a productes no inclosos en el reglament europeu, o bé per fixar límits màxims per a altres micotoxines o contaminants no regulats per la CE.
En alguns països, s'han establert els codis de bones pràctiques agràries, els quals s'han anat desenvolupat i adaptant. Aquestes guies estableixen recomanacions molt detallades i específiques per a evitar contaminacions del producte i prevenir la formació de micotoxines durant les fases de cultiu, producció, gestió, collita, emmagatzematge i transport. De forma complementària a la guia també s'ha publicat el check-list de control de les pràctiques correctes d’higiene per a ajudar als agricultors en l'autoavaluació del grau de compliment de les obligacions generals d’higiene en la seva explotació. Les recomanacions per a la reducció de les micotoxines en els cereals en aquest codi es divideixen en dues parts: Una primera part consistent en unes pràctiques recomanades sobre la base de les Bones Pràctiques Agràries (BPA) i de les Bones Pràctiques de Fabricació (BPF). I una altra part que consisteix en un sistema d’Anàlisi de Perills i de Punts de Control Crític (APPCC). Aquest sistema s'utilitza per a identificar i controlar els perills en el sistema de producció i elaboració.
L’any 2017, amb les dades que van enviar els estats membres de la UE, l'Autoritat Europea de Seguretat Alimentària (EFSA) va publicar una nova opinió científica sobre l’exposició alimentària humana i animal dels alcaloides de l'ergot. Per alguns grups de la població, les estimacions van indicar una exposició propera a la ingesta diària tolerable. Per a les estimacions d’exposició més altes, els principals contribuents a l’exposició crònica a la dieta van ser diferents tipus de pa, com els que contenen o estan fets amb sègol.
El Reglament 1881/2006 i les seves modificacions que antigament regulaven els continguts de banya de sègol als aliments s'han derogat per l'actual Reglament (UE) 2023/915 de la Comissió del 25 d’Abril del 2023 relatiu als límits màxims de determinats contaminants en els aliments i pel que es deroga el Reglament (CE) nº 1881/2006. Aquest nou reglament especifica el contingut màxim d’esclerocis de la banya del sègol i els seus continguts significatius d’aquests alcaloides.
Els màxims permesos de banya del sègol i els seus alcaloides en diferents productes segons el Reglament (UE) 2023/915 són:
| Màxims permesos d'esclerocis de banya del sègol      | Màxims permesos d'esclerocis de banya del sègol | Màxims permesos d'esclerocis de banya del sègol |
| ---------------------------------------------------- | ----------------------------------------------- | ----------------------------------------------- |
| Producte                                             | Límit (g/kg)                                    | Observacions                                    |
| Grans de cereals sense transformar excepte el sègol. | 0,2                                             | Excepte el blat de moro i l'arròs.              |
| Grans de sègol sense transformar.                    | 0,5 0,2 a partir de l'1 de juliol de 2024       |                                                 |

| Màxims permesos d'alcaloides de l'ergot | Màxims permesos d'alcaloides de l'ergot | Màxims permesos d'alcaloides de l'ergot  |
| --- | --- | ---------------------------------------- |
| Producte | Límit (µg/kg) (suma de les concentracions d'ergocornina, ergocristina, ergocriptina, ergometrina, ergosina, ergotamina i els seus enantiòmers) | Observacions                             |
| Productes de moldre l'ordi, el blat, l'espelta i la civada (amb contingut de cendres menor a 900mg/g de matèria seca).                                                                               | 100 50 a partir de l'1 de juliol de 2024 |                                          |
| Productes de moldre l'ordi, el blat, l'espelta i la civada (amb contingut de cendres menor a 900mg/g de matèria seca). Grans d'ordi, blat, espelta i civada comercialitzats per al consumidor final. | 150 |                                          |
| Productes de moldre el sègol. Sègol comercialitzat al consumidor final. | 500 250 a partir de l'1 de juliol de 2024 |                                          |
| Gluten de blat. | 400 |                                          |
| Aliments a base de cereals per a lactants i nens de curta edat. | 20 | Límit aplicat al producte comercialitzat |

## Història
La interacció humana amb el sègol mitjançant l'agricultura va començar aproximadament l'any 3000 a.C, segles després de la domesticació de la civada i el blat. La interacció amb la banya del sègol i la utilització dels seus efectes psicotròpics podria ser també molt antiga. Per exemple, a partir del registre històric es pot suposar que el kykeon, una beguda utilitzada als rituals dels misteris d'Eleusis a l'Antiga Grècia, contenia banya del sègol.

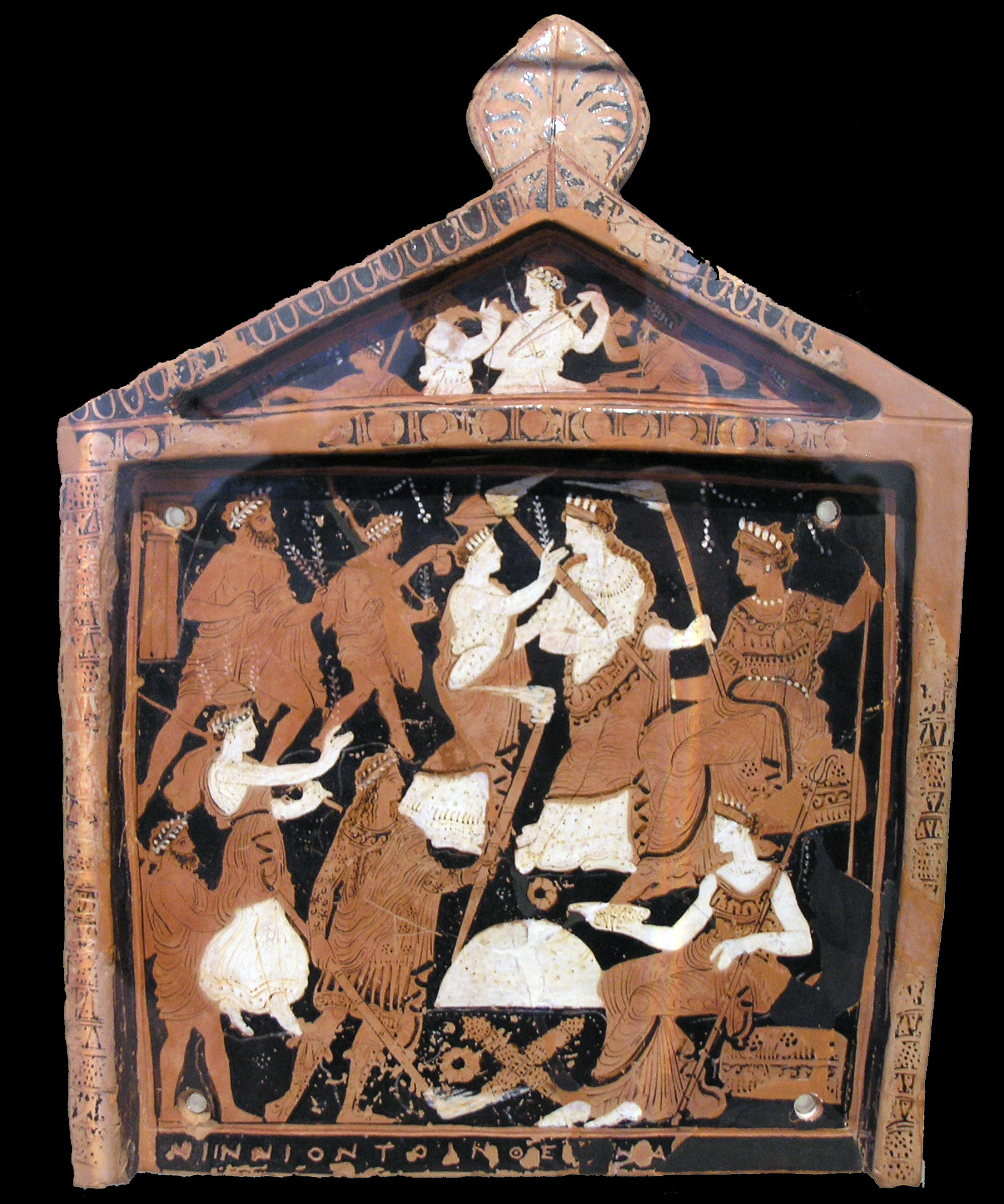
Taula d'argila datada del 370 dC que representa els misteris d'Eleusis.

La humitat i temperatura de la regió d'Europa van ser les condicions idònies per al creixement de fongs filamentosos i la producció de micotoxines i alcaloides. La primera epidèmia d'ergotisme registrada va tenir lloc l'any 857 d.C. a la vall de Rhin, en la zona actualment coneguda com a Xanten, a Alemanya. Els documents actuals atribueixen a Claviceps purpurea la causa de l'epidèmia de toxicitat. A l'Edat Mitjana, el sègol va passar a ser un cereal panificable d'ús quotidià, i amb això les interaccions de C. purpurea amb l'espècie humana van augmentar. Als comerços d'aquesta època es venia pa blanc, de millor qualitat i més car, i pa negre, consumit per les classes més pobres, que podia portar llavors de sègol barrejades amb esclerocis.
Les epidèmies de l'Edat Mitjana s'estima que tenien un 20 per cent de mortalitat, i van ser molt esteses sobretot a les regions corresponents amb la França i l'Alemanya actuals. Hi ha informació sobre més de 80 epidèmies durant l'Edat Mitjana, entre el segle ix i el segle xiv. N'hi va haver més de 65 entre els anys 1581 i 1889. Després, el nombre de casos i d'epidèmies baixa, degut a una major regulació i als avenços en les farines per a fer pa.

### Casos recents
Durant el segle xx i en el segle xxi, tot i que la incidència de l'ergotisme és més aviat anecdòtica, encara s'han detectat brots en zones de pobresa exterma. Els últims casos documentats son:
| Any       | Descripció                       | Localització               | Dades dels casos                 |
| --------- | -------------------------------- | -------------------------- | -------------------------------- |
| 1951      | Brot local de gran ressò         | Pont Saint-Esprit (França) | 230 afectats i 4 morts           |
| 1975      | Últim brot d'ergotisme convulsiu | India                      | 78 afectats (50% mortalitat)     |
| 1977-1978 | Últim brot d'ergotisme gangrenós | Etiopia                    | 140 afectats (34% de mortalitat) |
| 2001      | Brot d'ergotisme menor           | Etiopia                    | 18 afectats i 3 morts            |

A Catalunya, al maig del 2023, va haver-hi una alerta per presència d'alcaloides de la banya de sègol en un lot de farina integral de sègol produïda a Espanya. La detecció va ser posterior a la seva distribució per diverses comunitats autònomes, incloent Catalunya. La recomanació per part de l'Agència Catalana de Seguretat Alimentària va ser evitar-ne el consum i acudir a un centre de salut si es presentava simptomatologia compatible amb l'ergotisme.

### Primeres descripcions
La primera referència sobre l'ergotisme es troba en una taula d'argila assíria datada de l'any 600 a.C. Fa referència a la malaltia com a «pústula nociva a l'espiga del gra». Tot i conèixer els efectes nocius de consumir la banya del sègol, la identificació de l'agent causant de l'ergotisme com a un fong no es va fer fins a diversos segles més tard.
La primera descripció escrita sobre Claviceps purpurea, en què s'explica les seves característiques generals, i la relació de l'escleroci amb l'espiga va fer-la Adam Lonitzer l’any 1582. En un llibre anomenat Vollständiges Kräuter-Buch (El llibre complert de les plantes, 1582), va descriure els esclerocis i va anomenar-los «Clavus siliginis» (nom obsolet).
L'any 1596 un metge alemany, W. Thelius, atribueix per primer cop, com a causa de la malaltia de l'ergotisme d'una epidèmia recent, el consum de gra de blat contaminat. Un any més tard, el 1597, a la Facultat de Medicina de Marburg (Alemanya) es determina, com a causa d'una epidèmia local (de 1595), el consum de pa elaborat amb farina de sègol infectat amb el fong. Tot i això, les diverses fases del cicle vital de Claviceps purpurea es coneixien per separat; no hi havia una descripció del cicle sencer degut a la seva complexitat. L’any 1853, L.R. Tulsane va realitzar la primera proposta associant totes les fases que es coneixien del cicle vital del fong.

### El foc de Sant Antoni

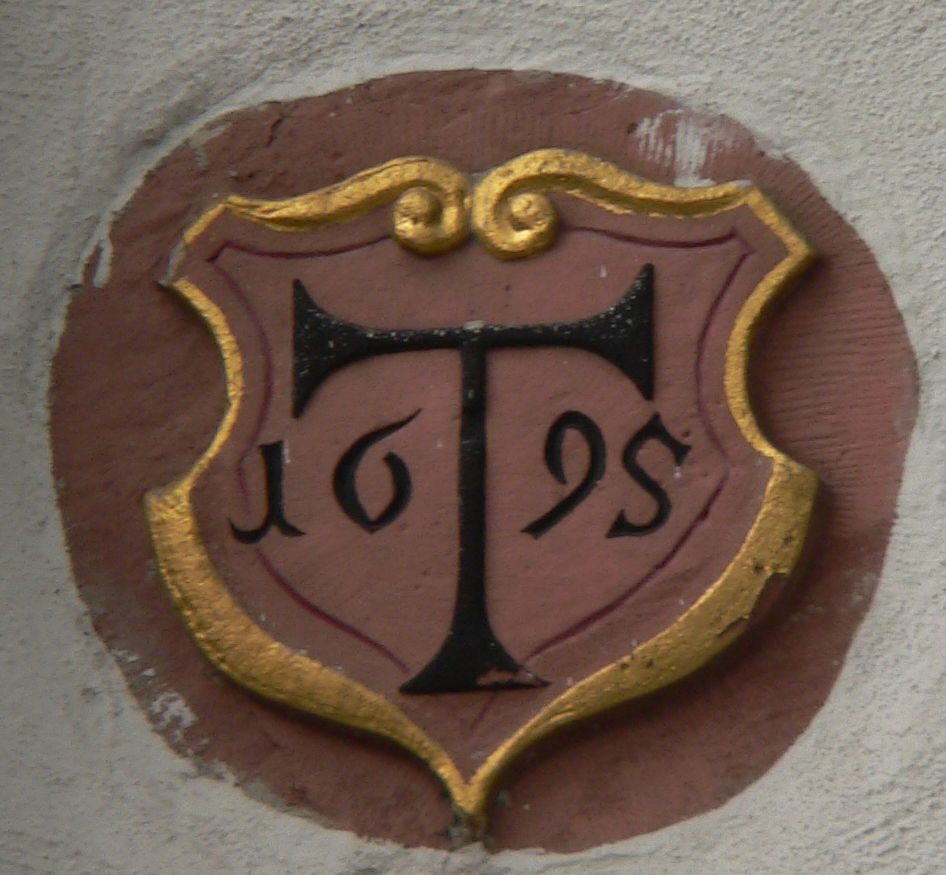
La Creu de Sant Antoni, en forma de T, de l'antic hospital de Fráncfort-Höchst.

Les epidèmies que causava la banya del sègol a diversos llocs d’Europa rebien el nom comú de "foc de l'infern", degut a la simptomatologia causada per les toxines del fong. Cal dir que no és l'única malaltia que rep aquest nom popular, ja que la malaltia causada pel virus Herpes-zòster també la rep.
A l'edat mitjana les intoxicacions eren molt freqüents, i la cura popular era substituir el sègol per pa blanc. Els monjos de l'Orde de Sant Antoni, davant les epidèmies de la regió tant de la banya del sègol com d'altres (pesta, lepra i escorbut), van crear hospitals per cuidar dels malalts. D'aquí surt l'altre nom pel qual es coneix l'ergotisme: el Foc de Sant Antoni. D'aquests hospitals se’n van arribar a crear al voltant de 400, repartits per Europa, arribant a Suïssa, Ucraïna o inclús Etiòpia, entre d'altres. El primer va obrir les portes l'any 1095. Les cures de malalts per ergotisme en aquests hospitals es basaven, entre d'altres pràctiques, en una alimentació de qualitat. Feien un canvi del pa de sègol per pa blanc de blat, i en deixar de consumir les toxines contingudes en el pa contaminat, els malalts es curaven.

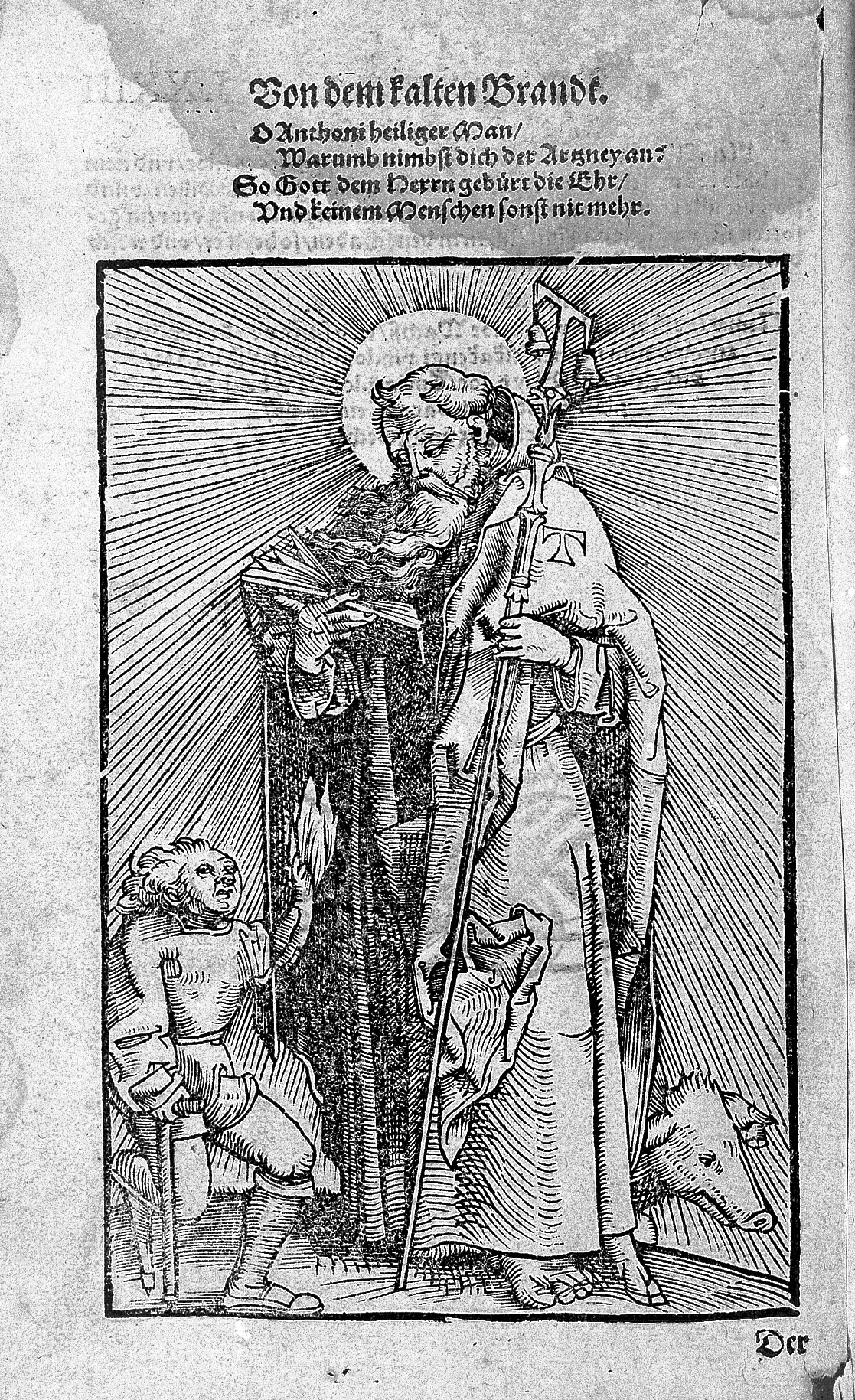
Representació de Sant Antoni amb una persona discapacitada pels efectes de l'ergotisme.

Els hospitals de l'Orde de Sant Antoni també s'anomenaven hôpitaux des démembrés, degut a que sovint es realitzaven operacions d’amputació per tal de parar la necrosi i posterior descomposició causada per la simptomatologia de l’ergotisme, sobretot en els casos de ergotisme gangrenós. Aquests membres amputats per un procés anomenat serratura es penjaven a les portes de l'hospital. En aquella època no es feia ús de l'anestèsia tot i que aquestes operacions es duien a terme per cirurgians titulats. En els casos d'ergotisme gangrenós, en el qual es podia acabar portant a terme una operació d'aquesta mena, el temps de residència en l'hospital era indefinit. En els casos d'ergotisme convulsiu, el límit de temps de la seva estada a l'hospital era de nou dies.

### Bruixeria
Un dels efectes que pot causar la ingesta d'esclerocis de C. purpurea són les convulsions. Aquesta simptomatologia, conjuntament amb la caiguda de pell, entre d'altres, és mencionat en declaracions de testimonis de persecucions per bruixeria, les quals, a més a més, solien coincidir amb epidèmies d'ergotisme. També hi ha documentació relacionada amb alguns judicis per bruixeria que conté evidències de que la simptomatologia causada per l'ergotisme va tenir un paper important en la resolució dels judicis.
N'és un exemple el judici a les bruixes de Salem (a l'actual estat de Massachusetts, Estats Units), l'any 1692. Diverses noies joves del poble de Salem que patien convulsions van ser acusades de bruixeria, i dinou van ser jutjades i condemnades a mort. Amb la perspectiva del temps i els coneixements actuals s'ha suggerit que les persones de Salem que patien convulsions devien patir d'ergotisme a causa d'un enverinament amb banya de sègol. Aquest consum de pa contaminat podria haver causat trastorns psicològics els quals haurien estat interpretats com a «actes demoníacs». En aquests casos, la simptomatologia correspon a un ergotisme de tipus convulsiu, amb signes com deliris, al·lucinacions o espasmes musculars (ja sigui per símptomes epileptiformes o convulsions nervioses).

### Usos medicinals històrics i descobriments d'alcaloides
Al segle xviii alguns metges europeus es van adonar que l'ús de petites dosis de banya del sègol podien provocar contraccions uterines. D'aquesta manera el seu ús va començar a formar part de les pràctiques terapèutiques d'aquella època. Segles més tard, es va començar a fer servir per a usos medicinals com el tractament de la migranya i les hemorràgies post-part. A la taula següent es descriuen aquests fets històrics i els descobriments d'alguns dels alcaloides del fong.
| Any         | Autor                                         | Descripció del descobriment                                                                            |
| ----------- | --------------------------------------------- | --- |
| 1582        | Adam Lonitzer                                 | Estimulant de les contraccions uterines                                                                |
| 1778        | Alexander Tessier                             | Primeres mesures profilàctiques, fent cultius de patates enlloc de cultius de sègol, i neteja del gra. |
| 1822 i 1824 | John Stearns i David Horsack (respectivament) | Ús en el control de les hemorràgies post-part                                                          |
| 1868        | Woakes                                        | Tractament de la migranya                                                                              |
| 1918        | Arthur Stoll                                  | Aïllament de l'ergotamina                                                                              |
| 1935        | John Chassar Moir                             | Obtenció de l'ergometrina                                                                              |
| 1938        | Albert Hoffmann                               | Síntesi de l'ergobasina i la dietilamida de l'àcid lisèrgic (LSD)                                      |

## Alcaloides de l'ergot

Estructura de l'indole.

Estructura de l'ergolina, es pot observar com els anells A i B provenen de l'indole.

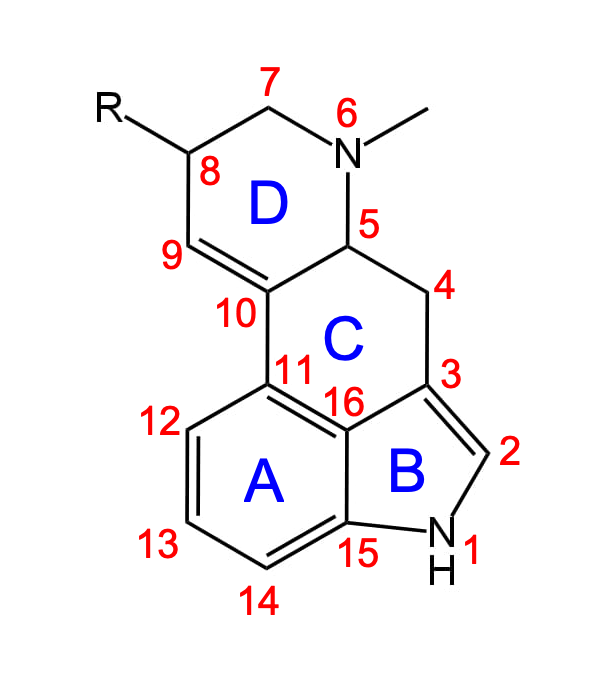
Estructura genèrica d'un alcaloide de l'ergot. Té metil al N-6, el substituent al C-8 i el doble enllaç entre C-9 i C-10.

Els esclerocis de la banya del sègol acumulen una sèrie de compostos anomenats alcaloides de l'ergot. Aquests compostos tenen propietats farmacològiques que són les causants de l'ergotisme i també s'aprofiten en la indústria farmacèutica. Els alcaloides de l'ergot són derivats de l'indole substituïts en les posicions 3 i 4, i més concretament la majoria es basen en l'estructura bàsica de l'ergolina.
La majoria d'alcaloides de l'ergot tindran el nitrogen en la posició 6 de l'ergolina metilat, un doble enllaç entre els carbonis 8 i 9 o els carbonis 9 i 10 i un substituent al carboni 8 que en general és un grup metil, hidroximetil, o carboxi. Alguns alcaloides de l'ergot poden tenir a més a més grups hidroxi en altres posicions, formar epímers si els carbonis 8 o 10 són quirals, o obrir l'anell D.
Segons el substituent al carboni 8 de l'estructura de l'ergolina existeixen diverses classes d'alcaloides de l'ergot.

### Derivats de l'àcid D-lisèrgic

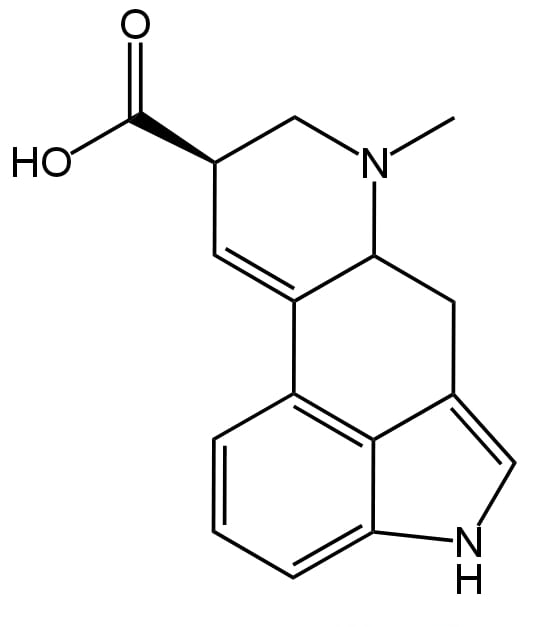
Àcid D-lisèrgic, que té un grup carboxi al carboni 8.

L'àcid D-lisèrgic és un alcaloide de l'ergot amb únicament un grup carboxi al carboni 8. La unió a aquest grup carboxi mitjançant un enllaç amida de diversos compostos genera diversos alcaloides naturals. La modificació química d'aquest alcaloide de l'ergot va portar al descobriment de l'alcaloide semisintètic dietilamida de l'àcid lisèrgic, més conegut com a LSD (de l'alemany Lysergsäurediethylamid).
Existeixen 4 tipus de derivats de l'àcid lisèrgic segons què està enllaçat al grup carboxi.

#### Ergopeptines
Tenen un tripèptid (tres aminoàcids enllaçats) unit pel grup amino del primer aminoàcid al carboxi de l'àcid d-lisèrgic. Els dos primers aminoàcids són sempre apolars però variables, i segons quins aminoàcids hi hagi serà una ergopeptina o una altra. L'últim aminoàcid sempre és una prolina. En les ergopeptines, el carboni alfa del primer aminoàcid és hidroxilat, i aquest grup hidroxil forma un enllaç èster amb el grup carboxi de la prolina. El carboxi de la prolina també queda unit al nitrogen situat a l'enllaç peptídic entre el primer i segon aminoàcid mitjançant una reacció de condensació, formant un anell lactama. Aquests enllaços formen una estructura cíclica de 2 anells (a més del de la prolina).
La formació del pèptid es fa de manera no ribosomal, fent servir enzims anomenats D-lisergil pèptid sintases que uneixen tots els components alhora.
Alguns exemples notables serien l'ergotamina (primer aminoàcid és alanina, segon aminoàcid és fenilalanina) o l'ergocriptina (primer aminoàcid és valina, segon aminoàcid és leucina o isoleucina).

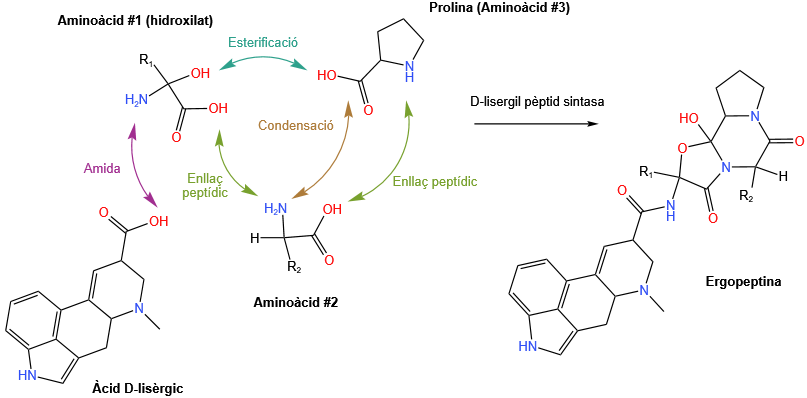
Esquema simplificat dels components que es fan servir per formar una ergopeptina i com s'uneixen entre ells.

#### Ergopeptames
S'assemblen molt a les ergopeptines, però el seu primer aminoàcid del tripèptid no és hidroxilat al carboni alfa. Per tant, no forma l'enllaç èster que formen les ergopeptines i tenen un dels anells oberts.

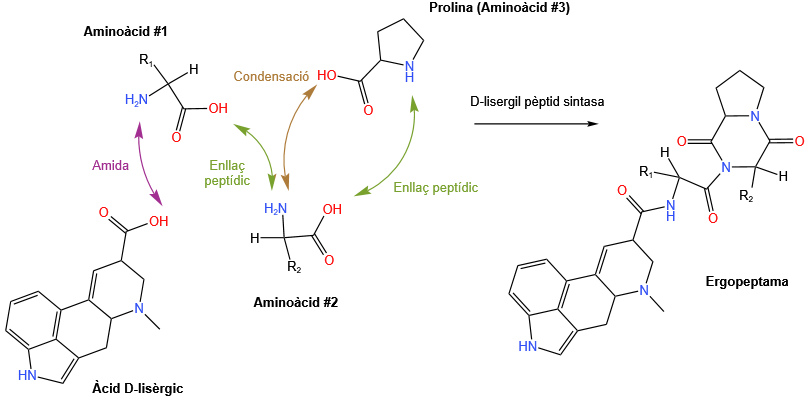
Esquema simplificat dels components que es fan servir per formar una ergopeptama i com s'uneixen entre ells.

#### D-lisergil dipèptids
En lloc del tripèptid que tenen les ergopeptines i ergopeptames, aquests alcaloides tenen només un dipèptid (2 aminoàcids enllaçats), ja que els falta la prolina final. Sense la prolina, no es pot formar l'anell lactama mitjançant la reacció de condensació. En canvi, el carboni alfa del primer aminoàcid sí que s'hidroxila, i en lloc de formar un èster amb el grup carboxi de la prolina, es forma l'èster amb el carboxi del segon aminoàcid, formant igualment un anell.
L'únic alcaloide descobert d'aquesta classe de moment és l'ergosecalina.

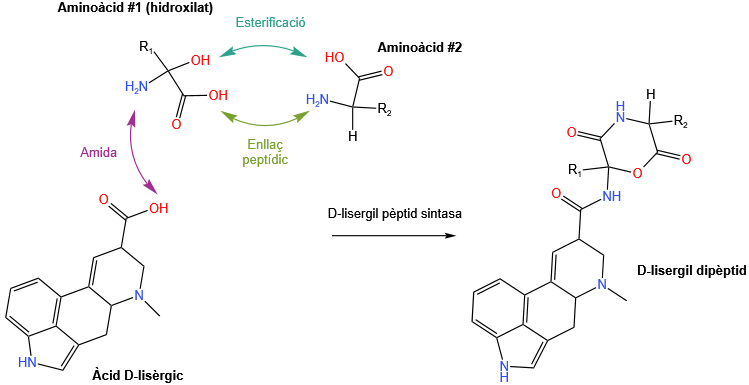
Esquema simplificat dels components que es fan servir per formar un D-lisergil dipèptid i com s'uneixen entre ells.

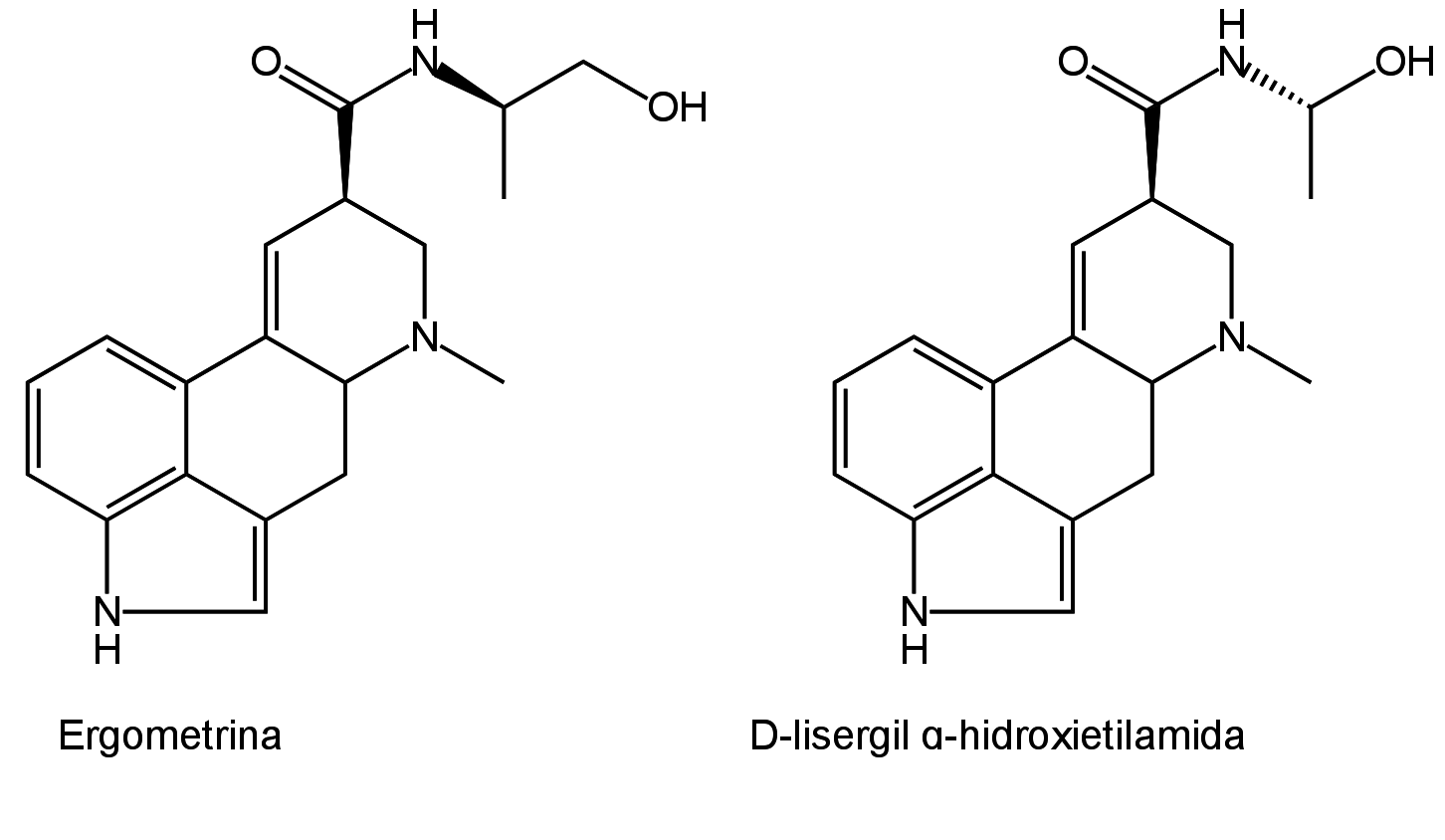
Exemples de D-lisergil alquilamides

#### D-lisergil alquilamides
Són alcaloides derivats de l'àcid d-lisèrgic on l'enllaç amida no connecta amb un pèptid sinó amb aminoalcohols. Notablement, aquesta classe conté la ergometrina, i també altres com la D-lisergil α-hidroxietilamida.

### Clavines i secoergolines

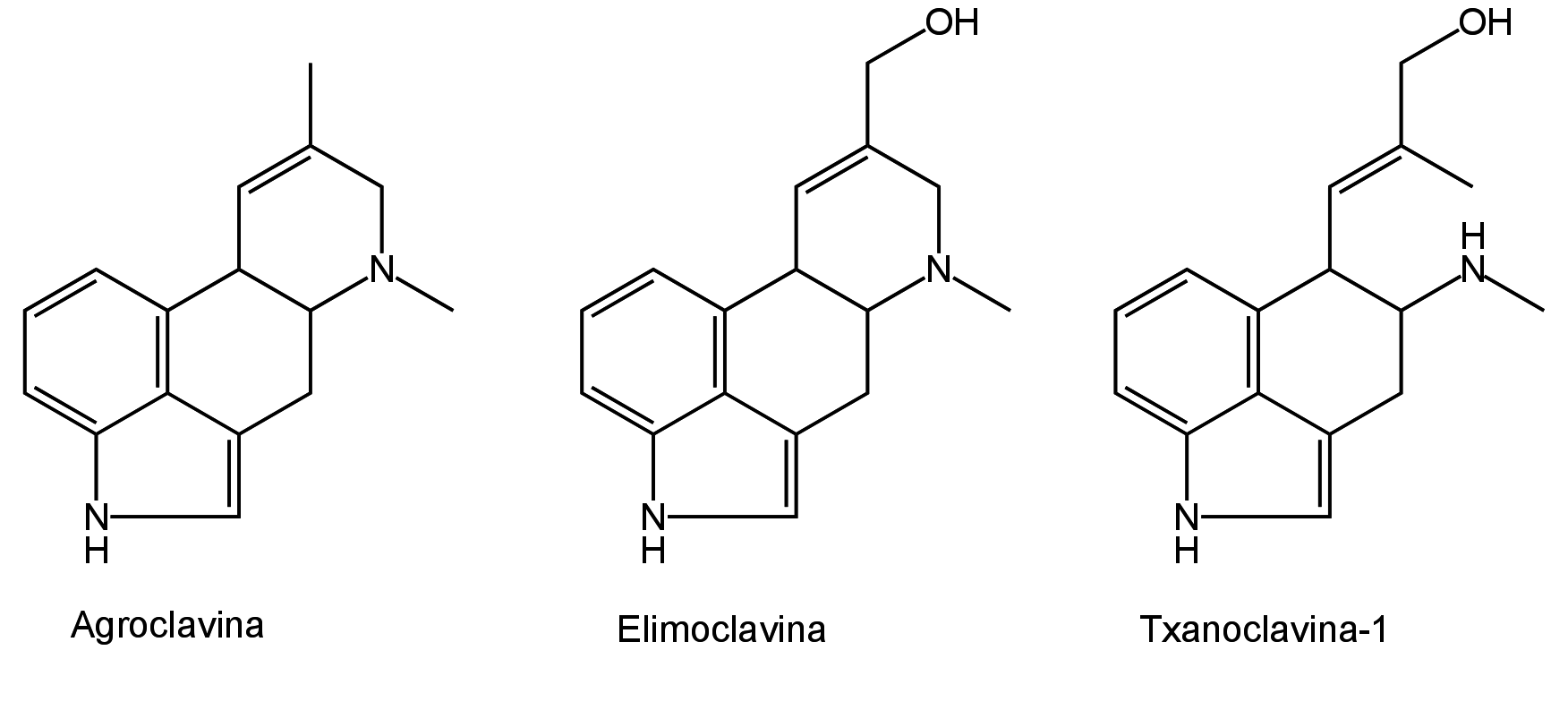
Exemples de clavines i secoergolines

L'altre gran grup d'alcaloides de l'ergot són les clavines i secoergolines. Aquests alcaloides en lloc del grup carboxi al carboni 8 que caracteritza l'àcid d-lisèrgic tenen grups metil, hidroximetil o hidroxil, i poden patir altres modificacions. Quan l'anell D de l'estructura de l'ergolina està obert entre les posicions 6 i 7, aquest tipus de compostos s'anomenen secoergolines.
Algun exemple podria ser l'agroclavina, l'elimoclavina o les txanoclavines.

## Farmacologia
Claviceps purpurea té la capacitat de produir diferents tipus d'alcaloides de l'ergot, els quals tenen diversos efectes farmacològics que són aprofitats. Alguns d'aquests compostos són l'ergotamina, ergocriptina, ergometrina i LSD.
Els derivats ergòtics poden ser naturals, semisintètics o sintètics.
Aquestes substàncies, procedents de la banya del sègol, interfereixen amb les activitats biològiques de l'humà i altres animals, a causa que estructuralment són semblants a neurotransmissors com la noradrenalina, dopamina i serotonina. Com que aquests components químics tenen una estructura similar presenten una afinitat variable pels receptors dels neurotransmissors i poden comportar-se com agonistes, antagonistes o agonistes parcials.
Des de l'antiguitat es coneixia l'efecte oxitòcic de l'extracte de la banya del sègol, ja que s'utilitzava per a la seva capacitat per induir l'avortament, accelerar el part i aturar les hemorràgies que causava. Alguns alcaloides que conté la banya de sègol són:
- L'ergometrina, una D-lisergil alquilamida, que és una substància soluble en aigua que s'utilitzava per augmentar les contraccions uterines. Té efectes secundaris, ja que pot causar danys en el fetus. Avui en dia, s'usa per a les hemorràgies postpart i postavortament.[37]

- L'ergocriptina, que és un derivat de l'àcid D-lisèrgic, concretament una ergopeptina. Aquesta substancia té la capacitat d'inhibir l'alliberació i producció de prolactina, que és una hormona que afavoreix la producció de la llet materna.[37] Un derivat de l'ergocriptina és la bromocriptina, que s'usa per tractar la hiperprolactinèmia, la hipoprolactinèmia, la infertilitat i la malaltia de Parkinson.[38] Els ramaders havien de separar les vaques lleteres del cereal infectat per la banya de sègol perquè si el menjaven s'inhibia la producció de llet.[37] Aquesta droga al funcionar com un antagonista sintètic de la dopamina pot estimular els receptors dopaminèrgics del tipus 1, actualment es fa servir per reduir la simptomatologia del síndrome d'abstinència de la cocaïna.[38]

- L'ergotamina que també és una ergopeptina. Es antagonista dels receptors de la dopamina, serotonina i els alfa-adrenoceptors. La seva capacitat d'interaccionar amb alfa-adrenoceptors i receptors de la serotonina produeix vasoconstricció perifèrica, donant una disminució en la pulsació de les artèries cranials i disminuint la hipoperfusió al territori de l'artèria basilar.[39] En tenir un efecte vasoconstrictor disminueix les pulsacions responsables de la majoria de les migranyes. En l'àmbit farmacològic s'utilitza actualment per prevenir o millorar les cefalees vasculars. Tot i així, té efectes secundaris com diarrea, trombosi, ergotisme gangrenós, nàusees i dolor muscular.[36][39]

- L'LSD (dietilamida de l'àcid lisèrgic) que és un derivat semisintètic de l'àcid lisèrgic en forma d'amida simple. Aquesta droga té un efecte al·lucinogen. Actualment, no està permès el tractament mitjançant LSD, però s'havia fet servir en contra de les advertències d'organismes com la FDA per tractar les neurosis, la depressió, esquizofrènia i trastorns psicòtics.[40]

En el futur s'espera investigar més sobre la via de biosíntesi de forma que a partir dels avenços de la biotecnologia es podria aconseguir sintetitzar aquests metabòlits de manera totalment sintètica per poder fer-los servir en aplicacions terapèutiques específiques. 

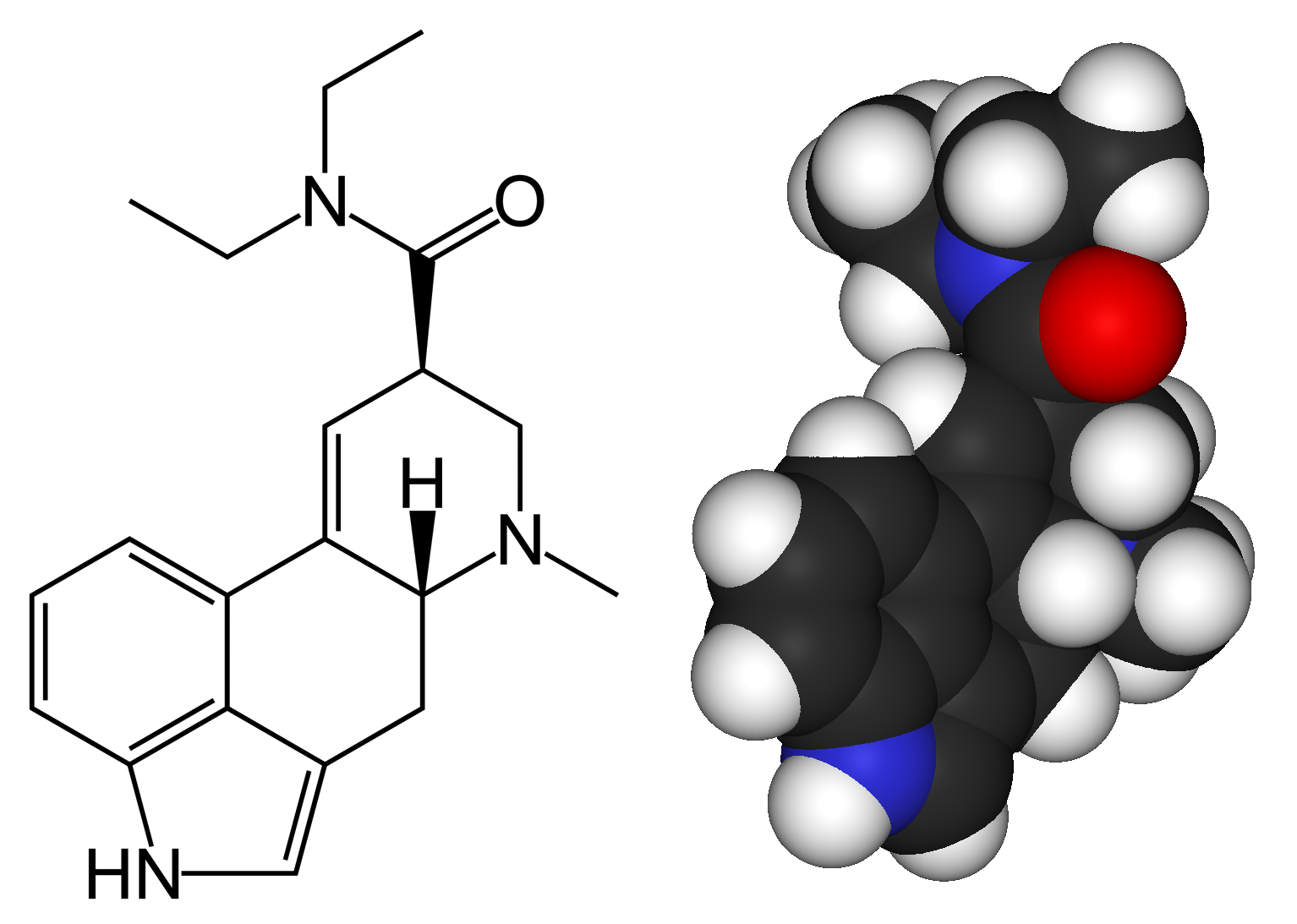
LSD
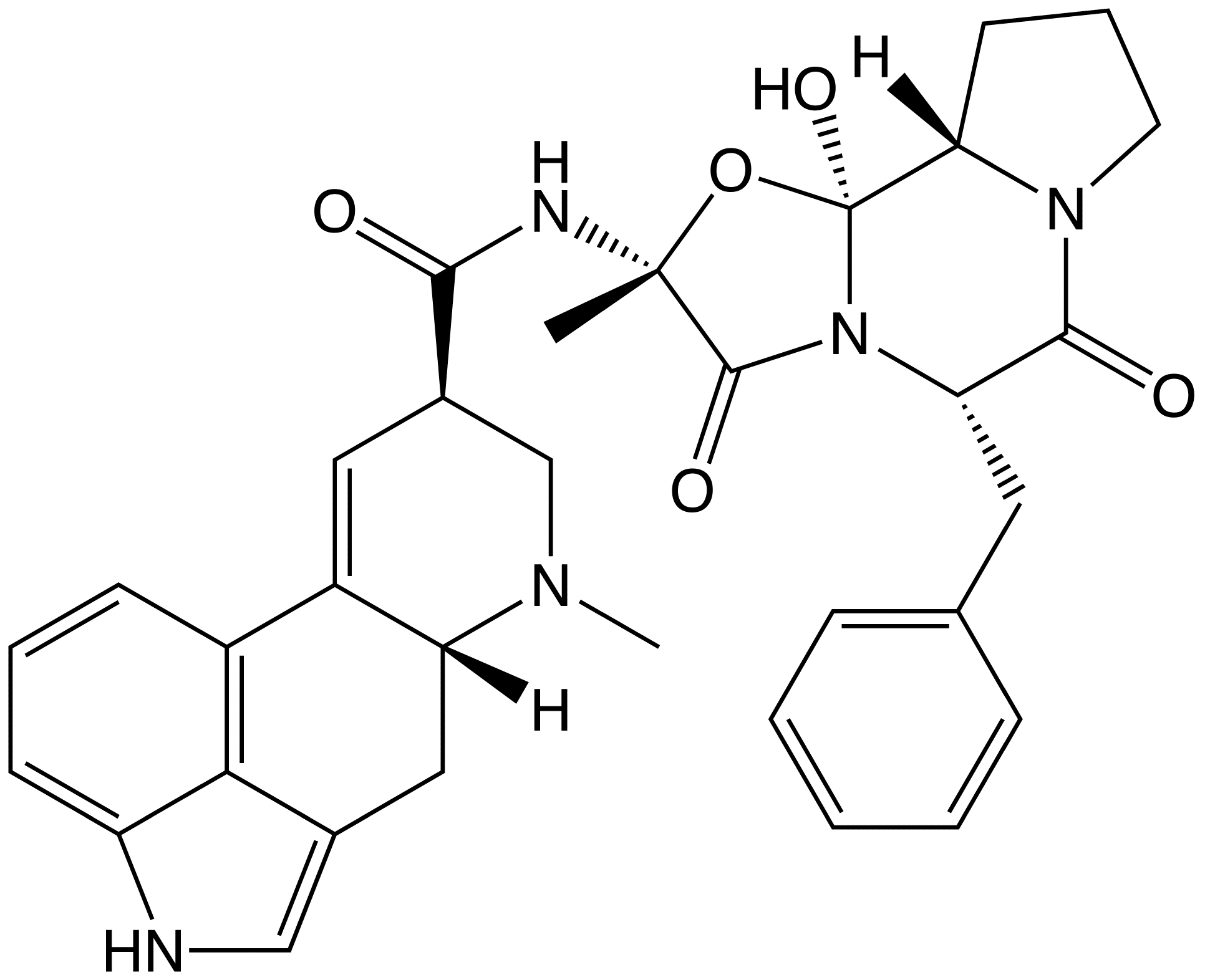
Ergotamina
Ergocriptina
Ergometrina

### Contraindicacions
Les contraindicacions associades amb Claviceps purpurea i els seus productes tòxics inclouen:
- Embaràs i lactància: L'ergotamina, un dels alcaloides produïts per Claviceps purpurea, pot tenir efectes vasoconstrictors i representar un risc durant l'embaràs i la lactància. Es desaconsella l'ús de productes que continguen ergotamina en aquestes situacions.[39][41]

- Problemes circulatoris: L'ergotamina pot afectar el sistema circulatori, causant vasoconstricció. Per tant, el seu ús està contraindicat en persones amb trastorns circulatoris, com ara malaltia arterial perifèrica o malaltia vascular.[21]
- Hipertensió: A causa dels seus efectes vasoconstrictors, l'ergotamina pot augmentar la pressió arterial, i el seu ús està contraindicat en persones amb hipertensió no controlada.[39]
- Malalties cardiovasculars: Persones amb malalties cardiovasculars, com ara malaltia coronària, angina de pit o antecedents d'atac cardíac, han d'evitar l'ergotamina a causa del seu possible efecte vasoconstrictor sobre els vasos sanguinis del cor.[39]
- Insuficiència hepàtica o renal: La metabolització i eliminació de l'ergotamina es produeix al fetge i als ronyons. Per tant, el seu ús està contraindicat en persones amb insuficiència hepàtica o renal greu.[39]
- Interaccions medicamentoses: L'ergotamina pot tenir interaccions significatives amb diversos medicaments, incloent inhibidors de la CYP3A4 i alguns medicaments antimigranyosos. S'ha d'evitar el seu ús simultani amb aquests medicaments.[39]